# Semana Santa en Zamora
La Semana Santa de Zamora es una manifestación de religiosidad popular católica que celebra anualmente la pasión, muerte y resurrección de Cristo. Es el más relevante acontecimiento religioso, cultural y social de la ciudad de Zamora, siendo su desarrollo reflejo de su propia historia y evolución. Con un origen que se remonta a 1273, es una de las más antiguas y prestigiosas de España, además de contar con una notable repercusión a nivel internacional. La Semana Santa zamorana cuenta desde 1957 con su propio Museo de Semana Santa, un espacio único en España creado con el fin de conservar y exhibir al público los pasos procesionales de las cofradías, hasta entonces alojados en diversos locales.
Además de poseer una imaginería de gran valor artístico y patrimonial, destaca por sus marcadas señas de identidad, como son la devoción, la sobriedad, la austeridad, el silencio, el respeto y el fervor con el que se vive tanto por parte de los cofrades como por parte de los espectadores. La Semana Santa de Zamora es la única que cuenta con grupos escultóricos que representan en sus calles todas las escenas de la Pasión en orden cronológico, por lo que se distingue plasmando con la mayor fidelidad, riqueza, rigor y detalle esta celebración religiosa. Debido a todo esto la Pasión zamorana fue declarada de Interés Turístico Internacional en 1986.
En 2015 la Junta de Castilla y León con la supervisión del Ministerio de Cultura del Gobierno de España la declaró Bien de Interés Cultural, siendo así la primera Semana Santa de España en ostentar dicha declaración. Tras este último reconocimiento la Semana Santa zamorana aspira a ser reconocida como patrimonio cultural inmaterial de la Humanidad por la UNESCO.

## Historia

### Edad Media
El más antiguo testimonio documental de la Semana Santa zamorana se remonta a 1179 cuando el Infante D. Sancho (hermano del rey Alfonso X) dicta las siguientes palabras:

"... Otro si el obispo e el Cabildo e la clerecía de Çamora ayan libremiente entrada e salida sobre la puerta de Mercadiello, para cantar los viersos e fazer presentaçión de Nuestro Sennor en día de Ramos a servitio de Dios, e del Rey, e de mí, e a onra de la cipdat, assí commo fue siempre usado e otorgado por el Conceyo..."

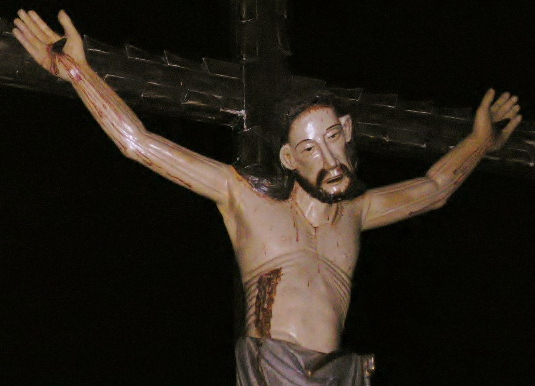
El Cristo del Espíritu Santo, anónimo del

Durante el siglo XIV se fundan diversas cofradías en la ciudad, de carácter gremial, sin que ninguna llegue a nuestros días. En el siglo XV se fundan tres cofradías que sí han llegado hasta nuestros días: La Santa Vera Cruz, la de Nuestra Madre de las Angustias y la de la Santísima Resurrección. De todas ellas, la cofradía de la Santa Vera Cruz es considerada la más antigua de la Semana Santa zamorana y, documentalmente, la más antigua de todas las procesiones y hermandades que desfilan por las calles españolas,[cita requerida] que partía de la ya derribada capilla de San Miguel adosada a la iglesia de San Juan.

### Edad Moderna
El espíritu renovador del Concilio de Trento (1545-1563) modificó sustancialmente la celebración anual de la Semana Santa. En la ciudad de Zamora se fundaron nuevas cofradías, se orientó a las ya existentes a la observación de la disciplina y la penitencia pública y se incorporaron más pasos procesionales, que no han llegado a nuestros días.
En 1593 se fundó la cofradía oficial de la Pasión zamorana, la Real Cofradía del Santo Entierro, en cuya estación del Viernes Santo a la catedral se escuchaba el sermón del descendimiento, ya desaparecido. En 1610 se fundó la Congregación de Nazarenos, pero desapareció en 1630. En 1651, dicha cofradía fue refundada, tomando el nombre de cofradía de Jesús Nazareno, vulgo Congregación. Esta cofradía realizaba y continúa realizando su salida en la mañana del Viernes Santo. Su hábito actual mantiene los mismos elementos, con mínimas modificaciones, del original del periodo barroco.

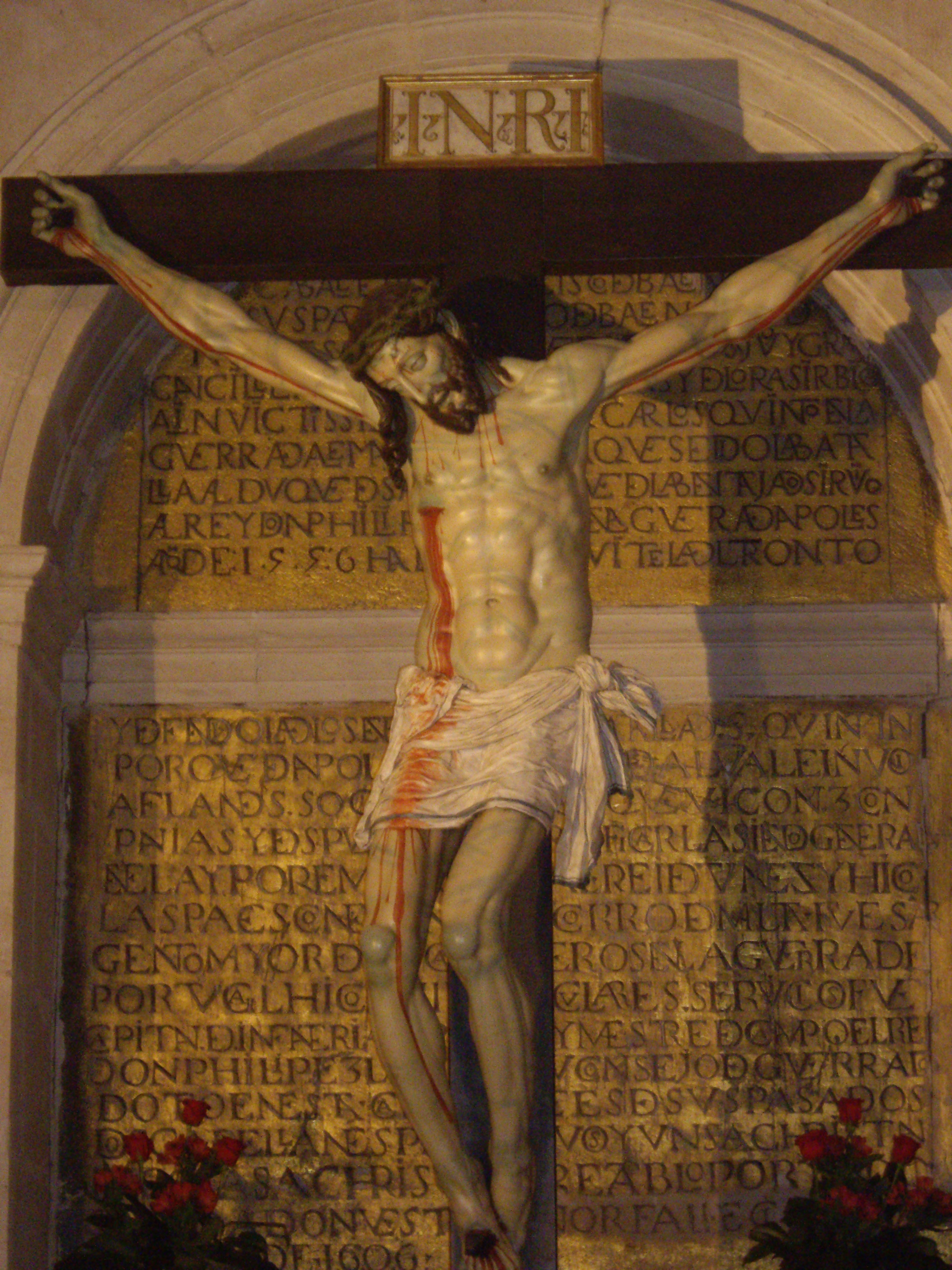
Cristo de las Injurias, en la catedral

En el siglo XVIII cabe destacar la figura de Don Antonio Jorge Galván que fue obispo de la diócesis de Zamora desde 1767 hasta 1776. Reorganizó la Semana Santa, con el propósito de eliminar la elementos poco ortodoxos, configurando una pasión que se asemeja notablemente a la actual.

### Edad Contemporánea
El siglo XIX se caracterizó en materia religiosa por la desamortización de bienes eclesiásticos, que hizo mermar las pertenencias de parroquias y cofradías. La figura artística fundamental de la Semana Santa, Ramón Álvarez, nacido en la localidad de Coreses, aportará numerosas imágenes y pasos a la Pasión, que supusieron una sustancial mejora a la celebración. Ya en el último tercio del siglo, el auge del ferrocarril y los transportes en general, propiciaron un incipiente turismo. En 1897 se fundó la Junta de Fomento de la Semana Santa. En esta etapa se empezó a promocionar turísticamente la ciudad y su Semana Santa. La Junta de Fomento pasará a llamarse con el tiempo Junta Pro-Semana Santa. Entre sus actividades pueden contarse la edición del cartel anunciador, el Pregón de Semana Santa y el Pórtico musical de la Semana Santa, además de varias exposiciones y ediciones bibliográficas.
El siglo XX fue la etapa más fructífera en cuanto a fundación de nuevas cofradías y popularización de la Semana Santa fuera de la ciudad. En 1925 se fundó la Cofradía del Cristo de las Injurias y en 1935 la cofradía de Jesús del Vía Crucis. La guerra civil española supuso un gran retroceso para la Semana Santa ya que algunas cofradías no salieron a la calle y se repitieron carteles anunciadores de años anteriores por la escasez de papel. En la postguerra y en pleno auge del Nacional-catolicismo un grupo de jóvenes del seno de Acción Católica, fundaron la Hermandad de Jesús Yacente sacando en procesión el recién descubierto Yacente de la iglesia de la Concepción en 1941. El Nacional-catolicismo que impulsó el régimen franquista contribuyó enormemente al esplendor de la Semana Santa Zamorana, al igual que en toda España. En 1943 un grupo de excombatientes fundaron la cofradía de Jesús en Su Tercera Caída. En esta década de los años 40, también se fundaron la cofradía de la Entrada Triunfal en Jerusalén, la Sección de Damas de la Soledad y la cofradía de Jesús del Vía Crucis. En 1956 un grupo de jóvenes fundó la Hermandad de Penitencia, de inspiración rural, que dio en conocerse popularmente como las Capas Pardas, en alusión a las capas alistanas que visten los penitentes.
En 1961, en medio de una etapa de clara crisis en la Semana Santa, se fundó la Sección de Damas de la Esperanza perteneciente a la cofradía de Jesús del Vía Crucis, además en 1964 el Museo de Semana Santa abrió sus puertas. Cuatro años después, se fundó la Hermandad de las Siete Palabras (1968) que fue la primera cofradía en aceptar mujeres vestidas con hábito y caperuza en sus filas, la Hermandad Penitencial del Espíritu Santo (1974) y la de la Buena Muerte (1975). Más tarde, en 1989, se funda la hermandad más joven de la Semana Santa de Zamora y que supone un homenaje a los que la hicieron posible, la Hermandad de Nuestro Señor, Jesús Luz y Vida. Cabe destacar también que en 1986, la Semana Santa zamorana, fue declarada de Interés Turístico Internacional. Durante este periodo de mediados del siglo XX destacan algunos autores que publican y estudian el entorno de la Semana Santa Zamorana y es el juez Federico Acosta Noriega que publica diversos poemas dedicados a las procesiones y cofradías.
Los primeros años del siglo XXI han encontrado a la Semana Santa disfrutando de una extraordinaria relevancia social y cultural así como con muy altas cotas de participación. Se han incorporado nuevos pasos y grupos escultóricos. Este auge no está exento de problemas tales como las largas listas de espera para ingresar en muchas de las hermandades, que mantienen cupos cerrados y la incorporación de la mujer a la Semana Santa.

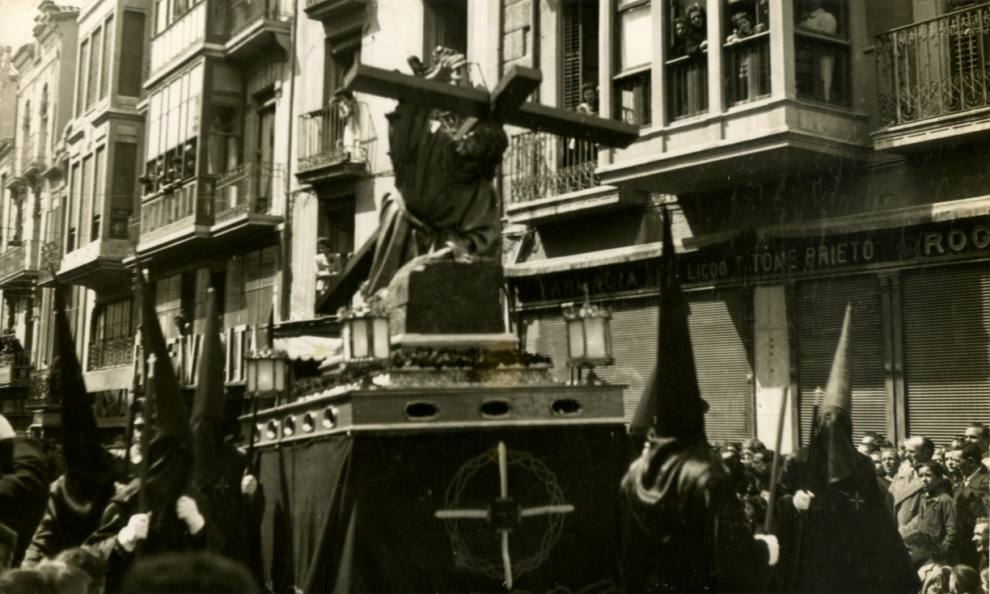
Jesús en su Tercera Caída procesionando por las calles de Zamora la tarde de Lunes Santo del año 1947
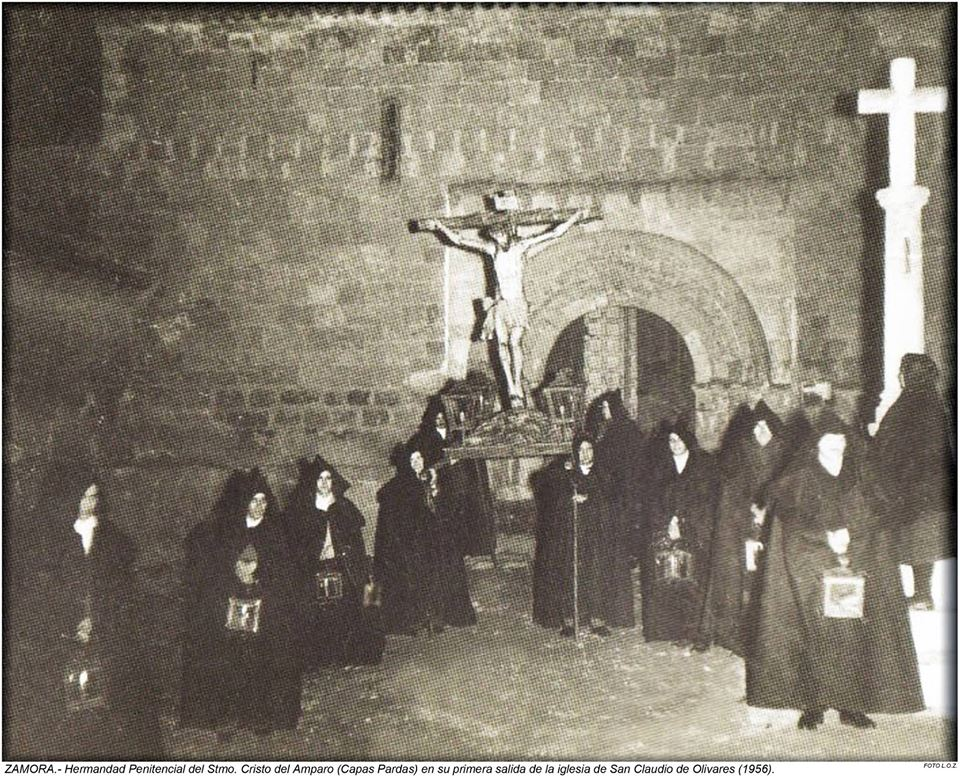
Primera salida en procesión de las Capas Pardas en el año 1956 desde la iglesia de San Claudio
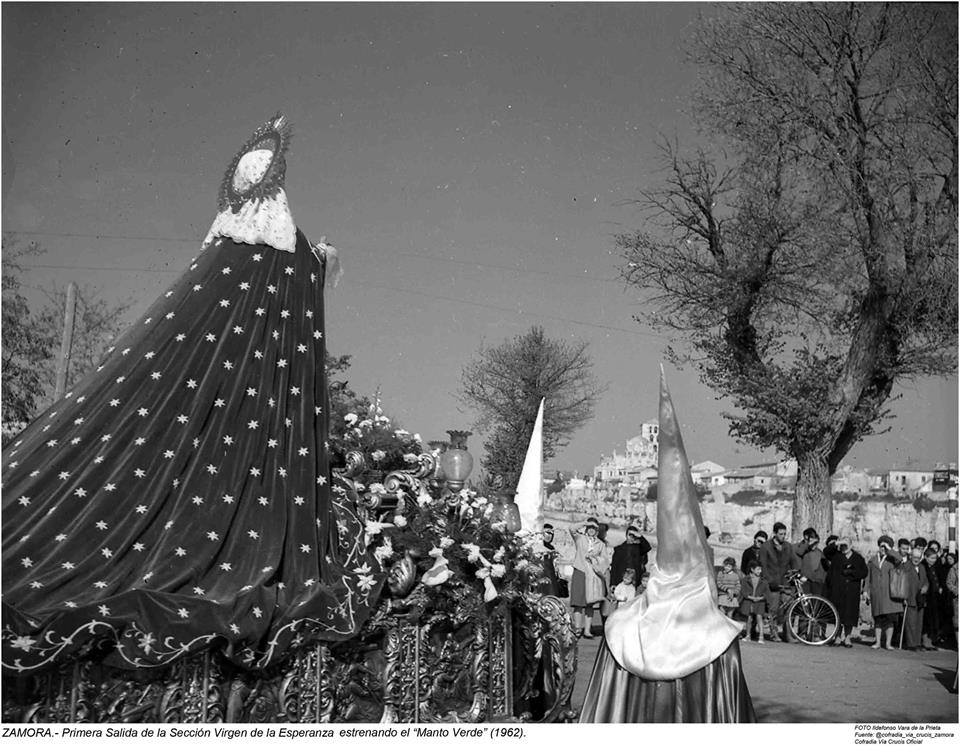
La Virgen de la Esperanza estrenando su manto verde en la Semana Santa del año 1962
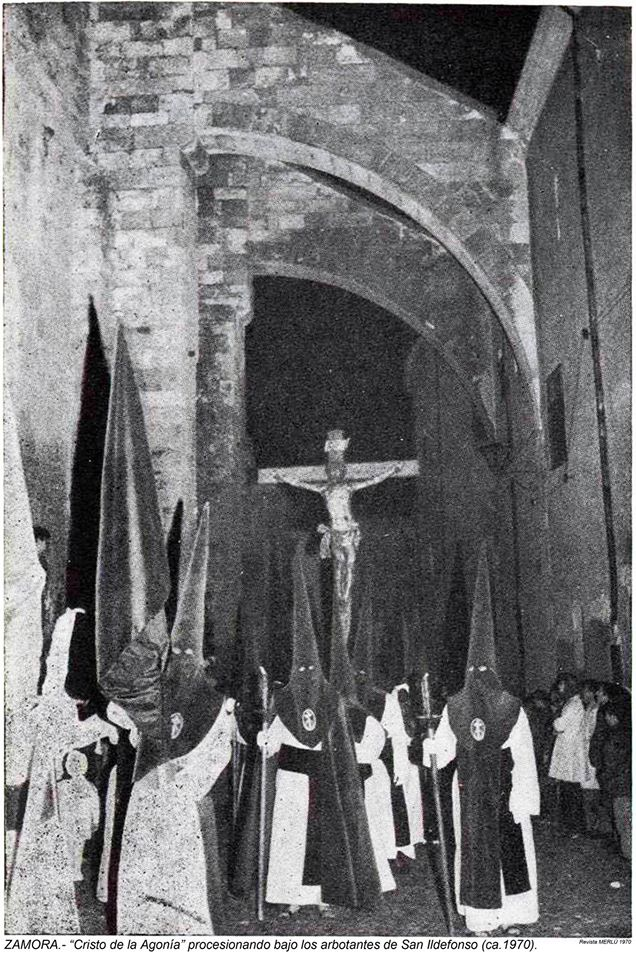
El Cristo de la Agonía a su paso por la iglesia de San Ildefonso en el año 1970

## Cofradías

### Lista de cofradías y fechas de fundación
La Semana Santa zamorana está formada por 17 cofradías, congregaciones, hermandades y secciones de damas, integradas en la Junta Pro Semana Santa. A continuación se detalla el nombre completo y año de fundación de cada una de ellas:
- Cofradía de la Santa Vera Cruz, Disciplina y Penitencia (1508) con antecedentes en el siglo XII.
- Cofradía de Nuestra Madre de las Angustias (1412)
- Cofradía de la Santísima Resurrección (siglo XVI)
- Real Cofradía del Santo Entierro (1593), con antecedentes anteriores.
- Cofradía de Jesús Nazareno, vulgo Congregación (1651) con antecedentes en 1610
- Real Hermandad del Santísimo Cristo de las Injurias, Cofradía del Silencio (1925)
- Cofradía de Jesús del Vía Crucis (1935)
- Penitente Hermandad de Jesús Yacente (1941)
- Cofradía de Nuestro Padre Jesús en su Tercera Caída (1942)
- Real Cofradía de Jesús en su Entrada Triunfal en Jerusalén (1948)
- Hermandad de Penitencia, Capas Pardas (1956)
- Hermandad Penitencial de las Siete Palabras (1968)
- Hermandad Penitencial del Santísimo Cristo de la Buena Muerte (1974)
- Hermandad Penitencial del Santísimo Cristo del Espíritu Santo (1974)
- Hermandad Penitencial de Nuestro Padre Jesús de Luz y Vida (1988)
- Cofradía de la Esperanza. Anteriormente "Sección Damas de la Esperanza de la cofradía Jesús del Vía Crucis". Desde 2010 es una cofradía más de la Semana Santa Zamorana

### Vida de hermandad
Las hermandades, cofradías y congregaciones de la Semana Santa de Zamora realizan, además de su procesión anual, otros actos de carácter litúrgico, formativo, asistencial y lúdico a lo largo del año, si bien mantienen una actividad notablemente más intensa en torno a la cuaresma y la Semana Santa.

#### Actos litúrgicos
Las cofradías zamoranas realizan numerosos actos litúrgicos que se suelen concentrar en la cuaresma. Suelen ser Vía Crucis, triduos, quinarios, imposición de medallas, misas de hermandad etc. Destaca la Bendición de las Palmas en la catedral en la mañana del Domingo de Ramos.

#### Actos no litúrgicos
Además de las obligaciones religiosas, las cofradías también desarrollan otras actividades de carácter práctico y organizativo, tales como asambleas, ensayos de paso, ensayos de coro, ensayos de banda etc. También tienen lugar cenas y almuerzos de hermanos de paso: Estos encuentros pueden tener lugar durante todo el año, en fechas más o menos señaladas. Se suele tener una cita fundamental los días previos al desfile, por ejemplo, los hermanos de paso de Las Tres Marías y San Juan se reúnen los sábados de Lázaro para cenar. Estos encuentros tienen una serie de objetivos oficiales y otros extraoficiales. Los oficiales son las lecturas de los informes remitidos a la cofradía, de lo dicho a los Jefes de Paso en las reuniones de las cofradías, comentar aspectos organizativos del desfile, concertar reuniones para tallar a los hermanos de paso con objeto de ubicarlos posteriormente en un lugar adecuado dentro de él. Los objetivos extraoficiales son el recuentro con los demás hermanos de paso en vísperas de tan magno acontecimiento.

## Imaginería
La Semana Santa de Zamora cuenta con un importante patrimonio imaginero. Las obras que se pueden ver en las calles de Zamora fueron ejecutadas entre los siglos XIV al XXI. Las piezas más antiguas son tan solo unas pocas, en cambio abundan las composiciones e imágenes realizadas en los últimos 150 años. Los imagineros proceden de distintos focos escultóricos, especialmente aquellos de los siglo XX y XXI, cuando que se sumaron a la nómina de pasos zamoranos obras de artistas que procedían de distintas escuelas.

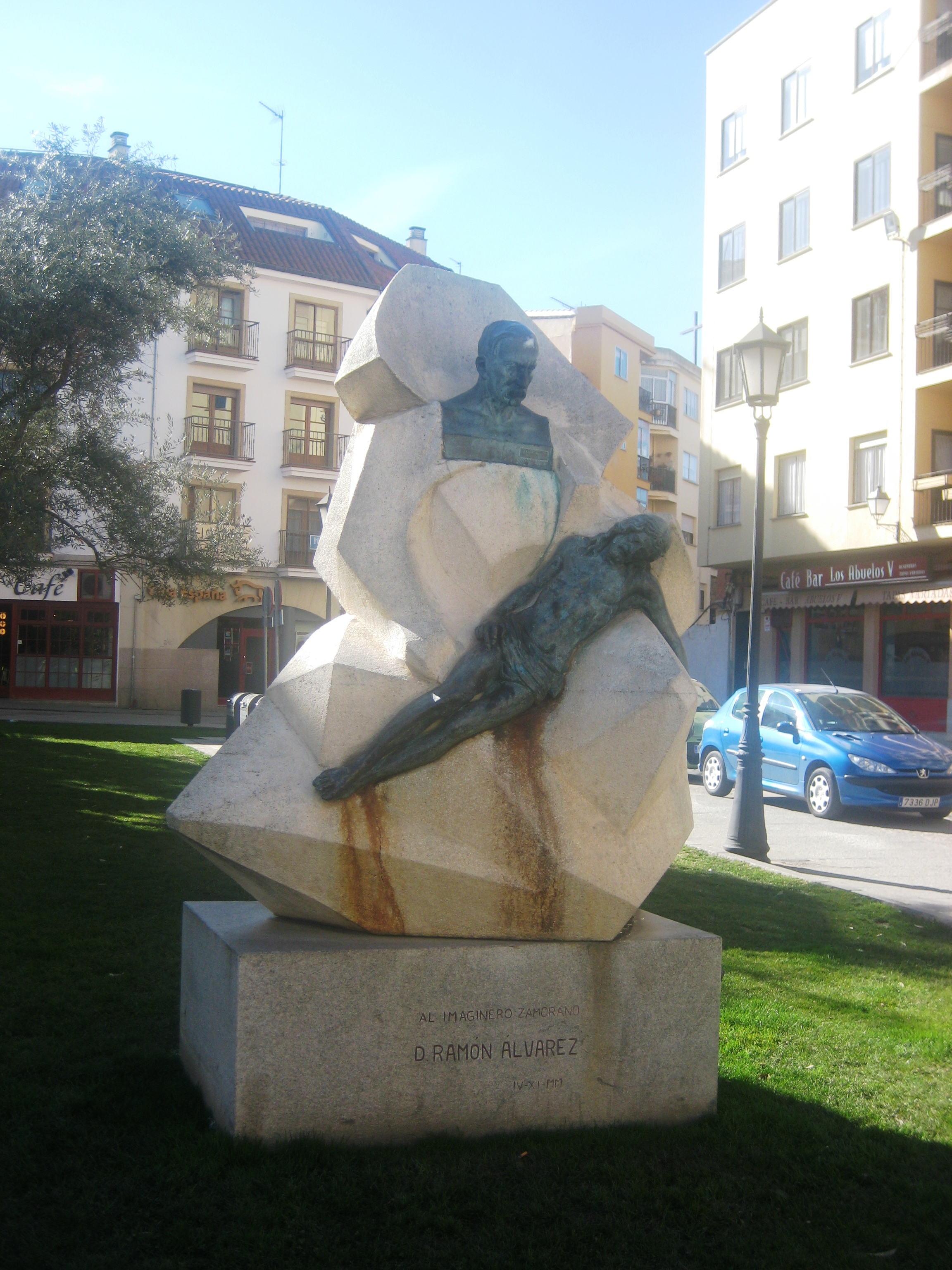
Monumento a Ramón Álvarez

La mayoría de las tallas están realizadas en madera policromada, pudiendo encontrarse imágenes de talla completa o de vestir. En algunos casos, la madera policromada se combina con la técnica de la tela encolada, sobre todo en las obras de Ramón Álvarez y sus seguidores.
Las obras que son sacadas en procesión son habitualmente propiedad de las hermandades aunque cierto número de ellas son propiedad de iglesias y parroquias, que las ceden a las hermandades que les rinden culto para su salida procesional. Entre estas últimas se encuentran las de mayor valor antigüedad y valor artístico, como el Cristo de las Injurias, el Cristo de la Buena Muerte o el Cristo Yacente.
La mayoría de las imágenes son custodiadas y mostradas al público en el Museo de Semana Santa, fundado en 1964. Allí permanecen montadas sobre sus respectivos pasos procesionales que en Zamora se conocen como "mesas". Estas están realizadas por artistas locales en madera siguiendo el estilo plateresco o barroco.

### Periodo medieval y renacentista
Las obras de esta época que salen en las procesiones de Zamora, no fueron realizadas ni para las hermandades ni para ser portadas sobre pasos. No obstante, han sido incluidas en la pasión zamorana por su alto valor artístico e histórico. Destaca el Cristo de las Injurias, anónimo del siglo XVI, portentosa imagen de Cristo en la Cruz, referente artístico de la Semana Santa zamorana. Los imagineros cuyo nombre conocemos y que pertenecen a este periodo son Gil de Ronza y Juan Ruiz de Zumeta.

### Periodo barroco
Zamora no cuenta con numerosas obras de este estilo en sus procesiones, a diferencia de las vecinas Valladolid, Medina de Rioseco, León o Salamanca. Los pasos que poseyeron las cofradías en esta época fueron reemplazados en su mayor parte en el XIX. Las obras barrocas que desfilan en la actualidad no fueron encargadas por las cofradías, sino por las iglesias, y que se han incorporado a las procesiones desde el siglo XIX. Destaca el imaginero Francisco Fermín, discípulo de Gregorio Fernández. Justo Fernández Lebrón realizó para la Congregación la imagen de Jesús Nazareno en 1801, del conocido paso como Cinco de copas.

### Periodo contemporáneo
Desde la segunda mitad del siglo XIX y en parte para superar el proceso desamortizados, la Semana Santa de Zamora se entregó a una profunda regeneración. Se incluyeron numerosos pasos nuevos y se fundó, a iniciativa del Ayuntamiento la Junta de Fomento de la Semana Santa en 1897, para mejorar y promover la Semana Santa.

#### Ramón Álvarez y sus seguidores

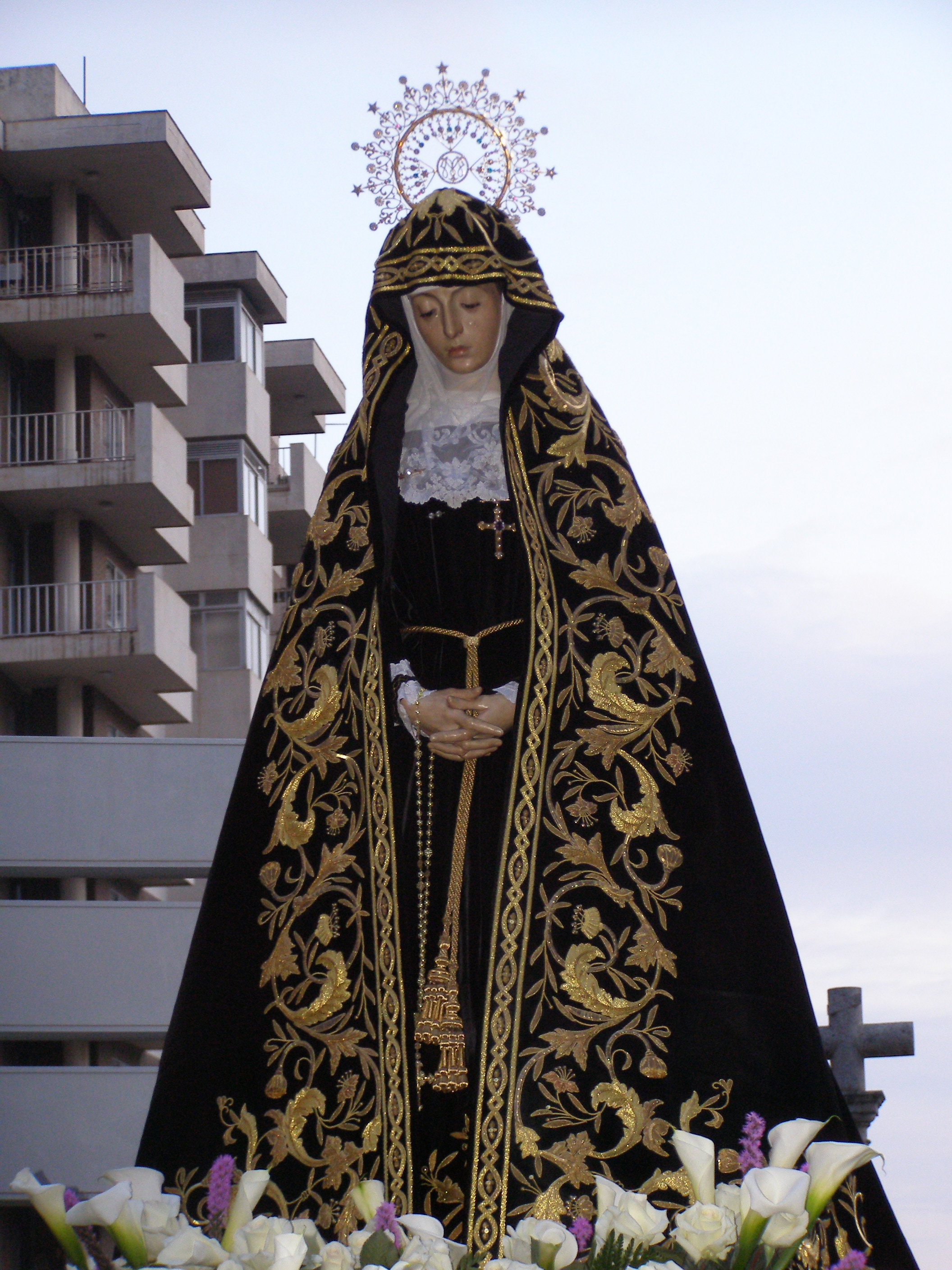
Virgen de la Soledad, obra de Ramón Álvarez

La figura fundamental en la evolución decimonónica de la pasión zamorana fue el imaginero Ramón Álvarez Moretón. Nacido en la localidad de Coreses, dedicó su producción básicamente a la producción religiosa, muy notablemente a las cofradías. A él se deben numerosos grupos procesionales e imágenes de devoción. La concepción teatral de los pasos conectó rápidamente con la burguesía local, que costeaba las nuevas imágenes. Tuvo numerosos seguidores entre los que cabe mencionar a Ramón Núñez Fernández, Miguel Torija Domínguez y Aurelio de la Iglesia Blanco. Fuera del círculo de D. Ramón se sitúan José María Garrós Nogué y Ángel Marcé aunque comparten múltiples aspectos estéticos y fueron contemporáneos.

#### Imagineros delsigloXXyXXI

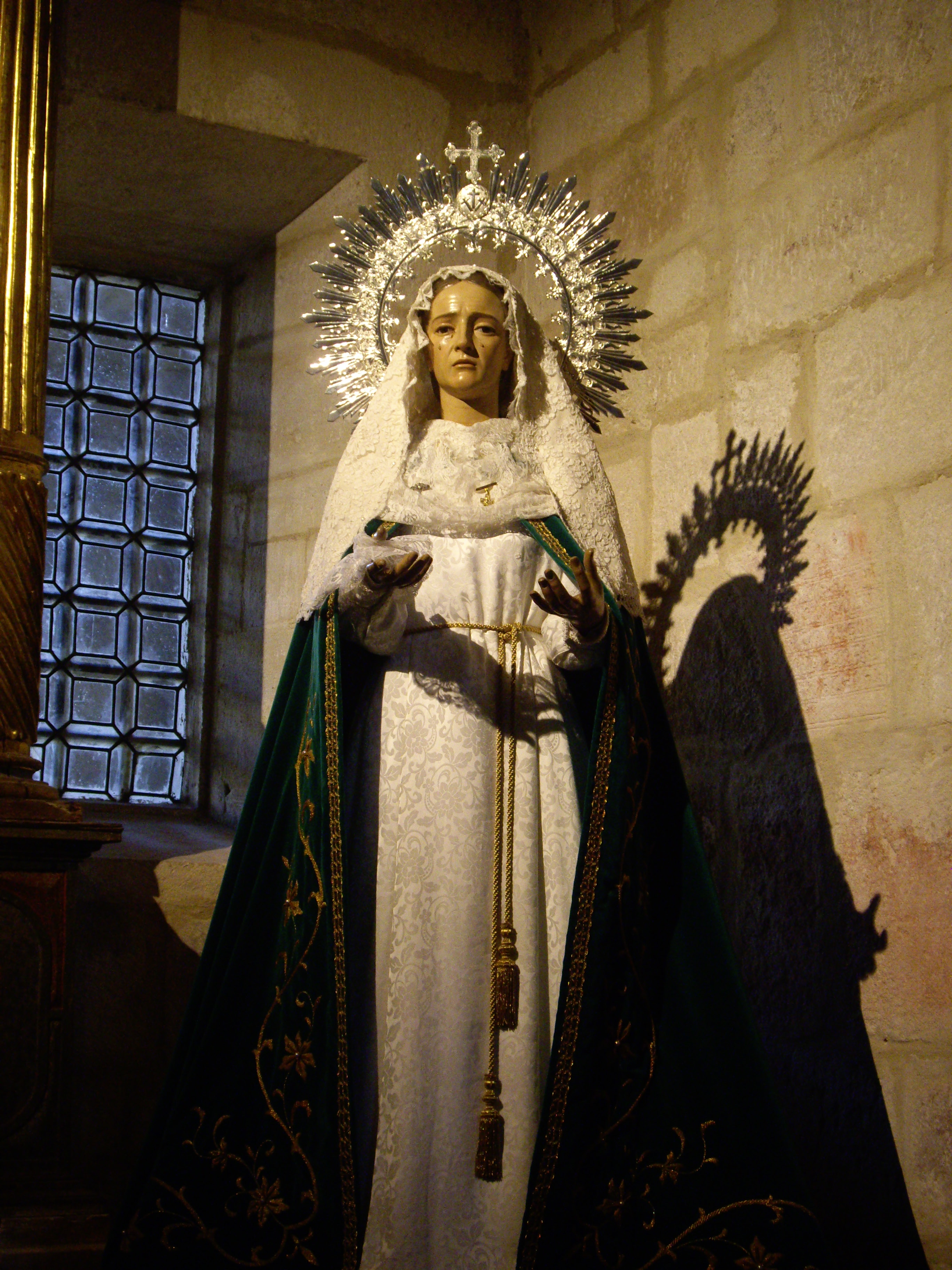
Virgen de la Esperanza, obra de Víctor de los Ríos

De los imagineros del siglo XX cabe destacar la notabilísima figura de Mariano Benlliure Gil que dejó dos soberbios pasos en Zamora, El Descendido y Redención. Otros notables artistas que trabajaron para las cofradías zamoranas fueron Quintín de Torre Berástegui, Enrique Aniano Pérez Comendador, Ricardo Segundo García, Víctor de los Ríos, Florentino Trapero Ballestero, Ramón Abrantes Blanco, Fernando Mayoral Dorado, Higinio Vázquez, Hipólito Pérez Calvo y José Sánchez de la Guerra. Cabe mencionar a Juan de Ávalos, que realizó un pequeño Cristo de mano, no un paso, para la cofradía de las 7 palabras. A caballo entre dos siglos encontramos la obra de Antonio Pedrero Yéboles, Luis Álvarez Duarte, Ricardo Flecha Barrio y Manuel Ramos Corona.

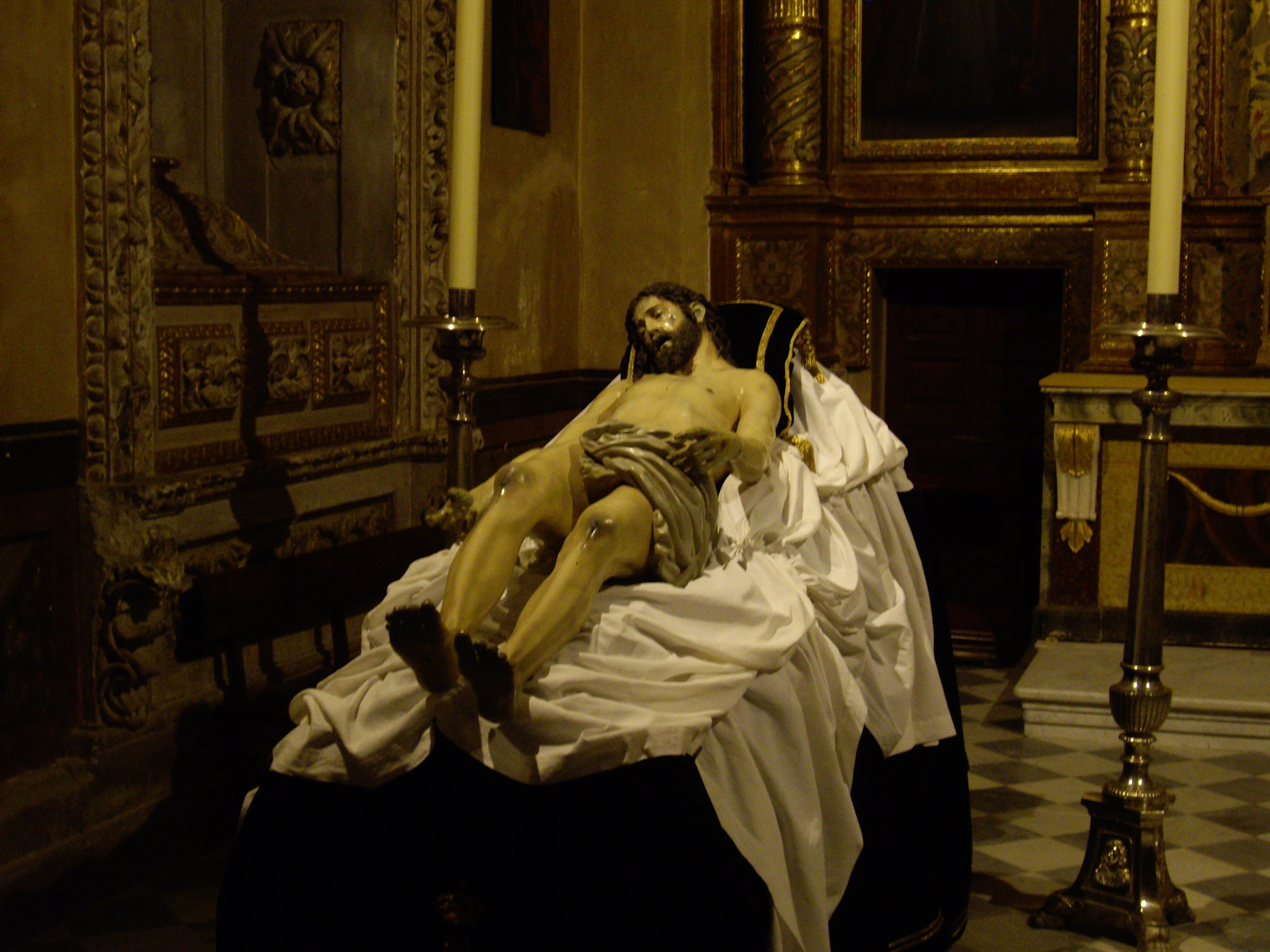
Cristo de la Urna, del imaginero sevillano Luis Álvarez Duarte

### Pasos
La mayoría de los pasos procesionales de Zamora se conservan en el Museo de Semana Santa de la ciudad, donde pueden ser visitados. Allí se custodian fundamentalmente las imágenes y grupos de más reciente creación, sobre sus andas. Las imágenes antiguas o de mayor devoción permanecen expuestas en distintas iglesias y conventos de la ciudad.

#### Pasos en el Museo de Semana Santa

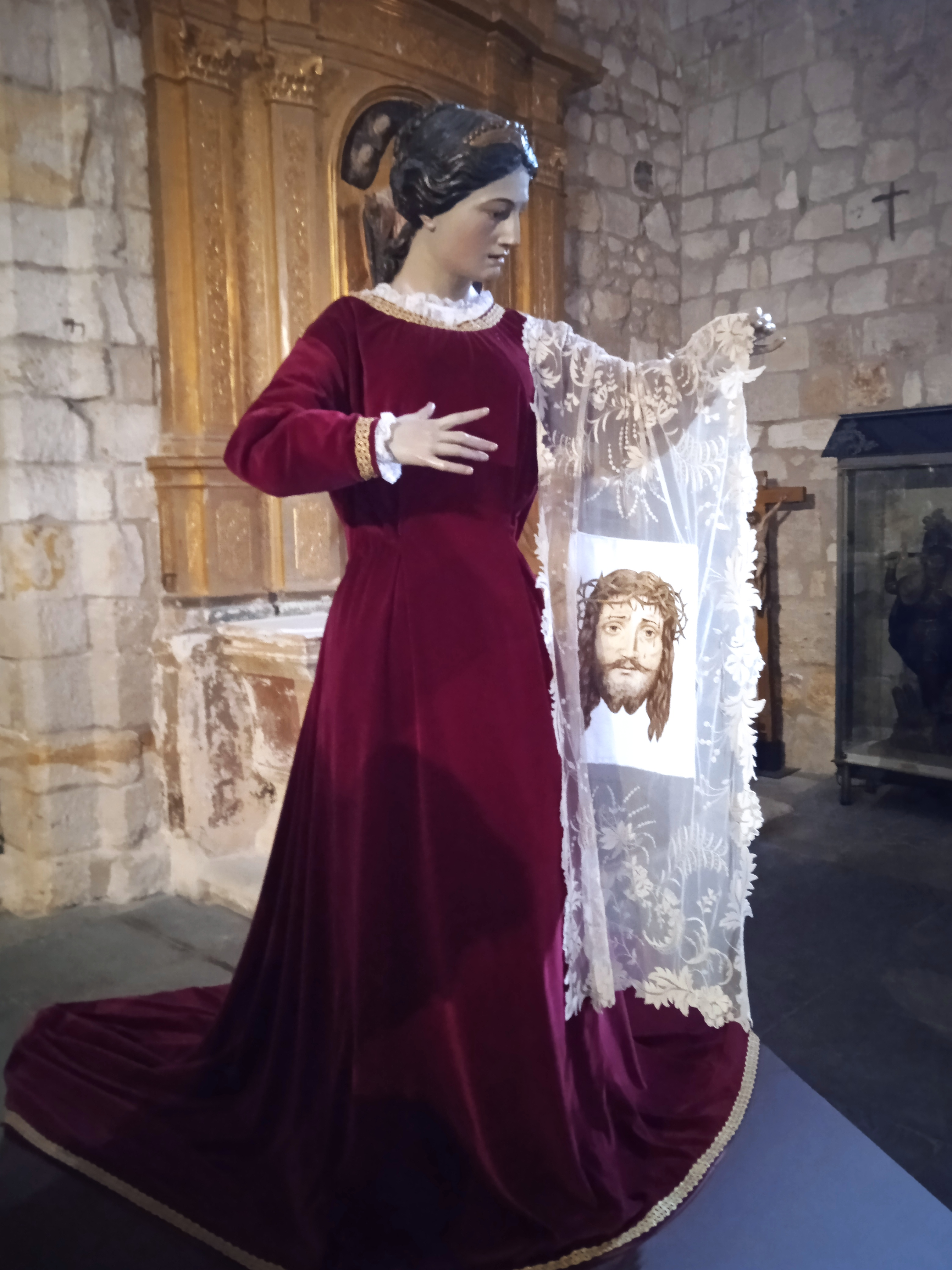
Talla de madera tallada y policromada conocida como La Verónica, del imaginero zamorano Ramón Álvarez Prieto. La imagen pertenece a la cofradía de Jesús Nazareno, vulgo Congregación, y procesiona el Viernes Santo

El museo se encuentra actualmente en obras, para ver la localización de cada paso mientras dure la remodelación: Museo de Semana Santa de Zamora: Remodelación y ampliación
- Jesús en su Entrada Triunfal en Jerusalén (La Borriquita) Autor: Florentino Trapero, año: 1950. Su importe fue de cien mil pesetas. Representa a Jesús montado en una pollina, rodeado por un hombre y dos mujeres, una con un niño en brazos, portando palmas y laurel. Detrás unos niños agarran una pollina. Es un grupo escultórico de gran calidad. Está realizado en madera de pino de Soria, y su autor también diseño la mesa procesional. Sustituyó a un grupo anterior realizado por José Lera en 1816.

- Jesús en su Tercera Caída Autor: Anónimo, autor: Quintín de Torre Berástegui, año: 1947. Tallado en madera de pino del Norte a tamaño natural. Esta imagen fue venerada durante muchos años en la iglesia de San Lázaro hasta que, por la dificultad de su traslado del altar a la mesa procesional, se instaló definitivamente. Su importe fue de 25 000 pesetas. La figura de Jesús Caído, apoya su brazo izquierdo en el suelo mientras que con el otro intenta soportar el peso de la cruz que cae sobre sus espaldas. Su autor, Quintín de Torre, presenció su estreno en 1947. Actualmente se le puede volver a rendir culto durante todo año en la iglesia de San Lázaro.

- La Despedida Autor: Enrique Pérez Comendador, año: 1957. Tallado en madera de pino, cedro y ciprés y pintado al óleo. Los ojos de ambas imágenes están hechos con gemas finas y marfil, sistema empleado por los escultores egipcios de la Tercera Dinastía. Su importe fue de 125 000 pesetas. Representa con acierto, la despedida de la Virgen y Jesús, la Madre pregunta, y el Hijo responde con una mirada. Se desconoce la existencia de otros grupos escultóricos en la imaginería española que traten de la separación entre Jesús y María.

- La Virgen de la Amargura Autor: Ramón Abrantes Blanco, año: 1959. Imagen de las llamadas de bastidor de 1,82 metros de altura. Tallada en madera de pino el cuerpo y en madera de cerezo cabeza, manos y pies. Viste túnica blanca de lamé plateado y manto de terciopelo negro con bordados en oro. Se encuentra durante todo el año en el Museo de Semana Santa, el Sábado de Lázaro es trasladada a la iglesia parroquial de San Lázaro de donde parte el desfile de su Hermandad la tarde del Lunes Santo.
- La Santa Cena Autor: Fernando Mayoral. Año, 1991. Representa la escena al modo tradicional, con los 13 personajes en torno a la mesa eucarística. Es de talla completa.
- El lavatorio de los pies Autor: Higinio Vázquez, año 2001.
- La Oración en el huerto Autor: José Sánchez de la Guerra, 1691.
- El Prendimiento Autor: Miguel Torija. Año, 1898.
- La Flagelación Autor: José Sánchez de la Guerra, 1691.
- La Coronación de Espinas Autor: Higinio Vázquez, año 1999.
- La Sentencia Autor: Ramón Núñez, año 1927.
- La Virgen Dolorosa Autor: Ricardo Segundo, año 1942.
- Jesús Camino del Calvario, vulgo Cinco de Copas Autor: Justo Fernández, año, 1802.
- La Caída Autor: Ramón Álvarez, años, 1866-1878.
- Jesús Nazareno Autor: Antonio Pedrero, año 1999.
- Redención Autor: Mariano Benlliure. Año, 1931. Soberbio grupo procesional de intenso modelado. La policromía es muy suave de modo que se aprecia el trabajo de gubia y la veta de la madera. La carroza también fue realizada por el autor, destacando en ellas las misericordias.
- Las Tres Marías y San Juan Autor: Hipólito Pérez Calvo. Año, 1977. Interesante grupo compuesto a partir del boceto dejado por Mariano Benlliure. Dado que procesiona tras Redención, el artista quiso insinuar la policromía, dejando a la vista la veta de la madera, para que ambos conjuntos sean armónicos.
- La Verónica Autor: Ramón Álvarez, año 1885.
- La Desnudez Autor: José María Garrós, año 1901.
- La Crucifixión Autor: Ramón Álvarez, año 1880-1885.
- La Elevación de la Cruz Autor: Aurelio de la Iglesia, años 1899-1901.
- La Agonía Autor: Juan Ruiz de Zumeta, años 1604-1605.
- La Magdalena Autor: Ángel Marcé, año, 1892.
- La Conversión del Centurión Autor: Fernando Mayoral Dorado, año, 2001.
- La Lanzada Autor: Ramón Álvarez, año, 1868.
- El Descendimiento Autor: Ramón Álvarez, años, 1857-1859.
- San Juan y Nuestra Señora Autor: Ricardo Flecha, año, 2004.
- El Descendido Autor: Mariano Benlliure, año, 1879.
- La Piedad Autor: Manuel Ramos Corona, año, 2004.
- La Conducción al Sepulcro Autor: José María Garrós, año, 1901.
- El Retorno del Sepulcro Autor: Ramón Núñez, año, 1927.
- La Virgen de los Clavos Autor: Ramón Álvarez, año 1887.

#### Pasos en las iglesias de Zamora
- Cristo del Espíritu Santo. Se trata del crucificado más antiguo de la Semana Santa de Zamora. Este crucificado de estilo gótico, apareció emparedado en el templo del Espíritu Santo el 14 de mayo de 1963. Apareció junto con otros objetos en un nicho situado en el muro sur del presbiterio mientras se estaban realizando obras de desencalado en la iglesia. El Cristo se encontraba de pie y apoyado sobre el fondo. La talla se encontraba incompleta, sus pies habían sido serrados, le faltaba el brazo izquierdo y carecía de cruz. Sólo los pies fueron encontrados junto al resto de objetos. La causa de que la imagen fuera emparedad será quizá el cambio de gusto estético de la época. Julián Román talló su brazo izquierdo y ensambló los pies, y Fernando Núñez Colodrón policromó las piezas nuevas y talló la cruz. En 1996 se llevó a cabo la última restauración, con la cual se devolvieron sus valores originales.

- Jesús Luz y Vida. Autor: Hipólito Pérez Calvo, año: 1988. Imagen realizada para la Hermandad por Pérez Calvo, representa a Jesús con los brazos abiertos y es portado en unas enormes andas sobre un hombro por cargadores. Se encuentra expuesto al culto en la catedral.

- Jesús en su Tercera Caída. Autor: Anónimo, autor: Quintín de Torre Berástegui, año: 1947. Tallado en madera de pino del Norte a tamaño natural. Esta imagen fue venerada durante muchos años en la iglesia de San Lázaro hasta que, por la dificultad de su traslado del altar a la mesa procesional, se instaló definitivamente en el Museo de Semana Santa. Su importe fue de 25 000 pesetas. La figura de Jesús Caído, apoya su brazo izquierdo en el suelo mientras que con el otro intenta soportar el peso de la cruz que cae sobre sus espaldas. Su autor, Quintín de Torre, presenció su estreno en 1947. Actualmente se le puede volver a rendir culto durante todo año en la iglesia de San Lázaro.

- Cristo de la Buena Muerte. Autor: Juan Ruiz de Zumeta, año: 1585. Magnífico crucificado que permaneció en el convento de San Francisco, hasta mediados del siglo pasado, que se trasladó a la iglesia de Santiago el Burgo, y desde allí a donde recibe culto actualmente, la iglesia de San Vicente. En la iglesia de San Vicente se encuentra en posición vertical, pero en la procesión se carga en posición inclinada de 45 grados, lo que hace que se aprecie mejor su belleza y sus detalles.

- Virgen de la Esperanza. Autor: Víctor de los Ríos Campos, año: 1950. Procedente de la gubia del cántabro Víctor de los Ríos es imagen de vestir, con brazos articulados, busto de maniquí y, cara y manos talladas y policromadas. Viste túnica blanca y manto de terciopelo verde rematado con estrellas bordadas en oro tejido por las monjas Marinas. Las mesa actual está realizada por el carpintero Luis López Díez y el artista madrileño, Gabriel Barranco Villar. Durante muchos años la Virgen estuvo expuesta al culto en la iglesia de Lourdes, pero actualmente lo está en su capilla de la catedral todo el año menos del Martes Santo al Jueves Santo que se encuentra en el convento de las Dominicas Dueñas del barrio de Cabañales a la otra orilla del Duero.

- Nazareno de San Frontis. Autor: Anónimo, año: primera mitad del siglo XVII. Tallado en madera de pino, viste una túnica de terciopelo morado bordado en oro. En 1800 pasó de la desaparecida ermita de la Cruz al templo de San Frontis donde desde entonces está expuesto a la veneración. En 1954 Florentino Trapero restauró la faz del Cristo y le talló unas manos nuevas. En 1991 se cambió la antigua cruz atacada por los xilófagos por una nueva. El Nazareno provoca gran devoción entre los vecinos y vecinas del barrio de San Frontis en Zamora. El 14 de septiembre, la cofradía de la Cruz y del Señor, lo saca en procesión por el barrio.

- Cristo de la Agonía (o Expiación). Autor: Anónimo, año: siglo XVII. Según estudios de José Ángel Rivera de las Heras, procede de Villagodio, en 1773 pasó a la iglesia de Santo Tomé, luego pasaría a Santa Lucía y finalmente a la Horta donde se encuentra en la actualidad.

- Ecce Homo. Autor: Gil de Ronza, siglo XV. Se encuentra en la capilla del convento de la Virgen del Tránsito.

- Nazareno de la Vera Cruz. Autor: Anónimo, siglo XVII. Se encuentra en la iglesia de San Juan de Puerta Nueva. Imagen de vestir.

- Cristo Yacente. Autor: Francisco de Fermín, discípulo de Gregorio Fernández, siglo XVII. Fue hallado en la entonces iglesia de la Concepción; actualmente se encuentra en la iglesia de Santa María la Nueva.

- Cristo de la Urna. Autor: Luis Álvarez Duarte, año: 2002. Se encuentra en la catedral.

- Nuestra Madre de las Angustias. Autor: Ramón Álvarez, año 1879. Iglesia de San Vicente.

- Virgen de la Soledad. Autor: Ramón Álvarez, año: 1886. Se encuentra en la iglesia de San Juan de Puerta Nueva. Imagen de vestir.

## Procesiones
En Zamora se celebran 18 desfiles procesionales entre el jueves anterior al Domingo de Ramos y el Domingo de Resurrección. Las 5 procesiones más antiguas, o históricas, son las de la Vera Cruz (tarde del Jueves Santo), la Congregación (mañana del Viernes Santo), el Santo Entierro (tarde del Viernes Santo) y Nuestra Madre de las Angustias (noche del Viernes Santo) y la Sagrada Resurrección (Domingo de Pascua).Todas ellas se celebran desde al menos el siglo XVII. A ellas se han ido sumando el resto, entre 1925 y 1988, con la fundación del grueso de las cofradías zamoranas en el siglo XX.
La mayoría de los desfiles transcurre en horario vespertino por el casco histórico de la ciudad, con el románico zamorano como marco arquitectónico.
| Día                     | Madrugada                                       | Mañana                                | Tarde                                                      | Noche                                                         |
| Jueves de Pasión        |                                                 |                                       | Traslado procesional del Nazareno de San Frontis           |                                                               |
| Viernes de Dolores      |                                                 |                                       |                                                            | Hermandad Penitencial del Santísimo Cristo del Espíritu Santo |
| Sábado de Pasión        |                                                 |                                       | Hermandad Penitencial de Nuestro Señor Jesús, Luz y Vida   |                                                               |
| Domingo de Ramos        |                                                 |                                       | Real Cofradía de Jesús en su Entrada Triunfal en Jerusalén |                                                               |
| Lunes Santo             |                                                 |                                       | Hermandad de Jesús en su Tercera Caída                     | Hermandad Penitencial del Santísimo Cristo de la Buena Muerte |
| Martes Santo            |                                                 |                                       | Cofradía de Jesús del Vía Crucis                           | Hermandad Penitencial de las Siete Palabras                   |
| Miércoles Santo         |                                                 |                                       | Real Hermandad del Santísimo Cristo de las Injurias        | Hermandad Penitencial del Santísimo Cristo del Amparo         |
| Jueves Santo            |                                                 | Cofradía de la Virgen de la Esperanza | Cofradía de la Santa Vera Cruz, Disciplina y Penitencia    | Penitente Hermandad de Jesús Yacente                          |
| Viernes Santo           | Cofradía de Jesús Nazareno (vulgo Congregación) |                                       | Real Cofradía del Santo Entierro                           | Cofradía de Nuestra Madre de las Angustias.                   |
| Sábado Santo            |                                                 |                                       | Sección de Damas de la Virgen de la Soledad                |                                                               |
| Domingo de Resurrección |                                                 | Cofradía de la Santísima Resurrección |                                                            |                                                               |

### Jueves de Pasión
- Traslado del Nazareno de San Frontis

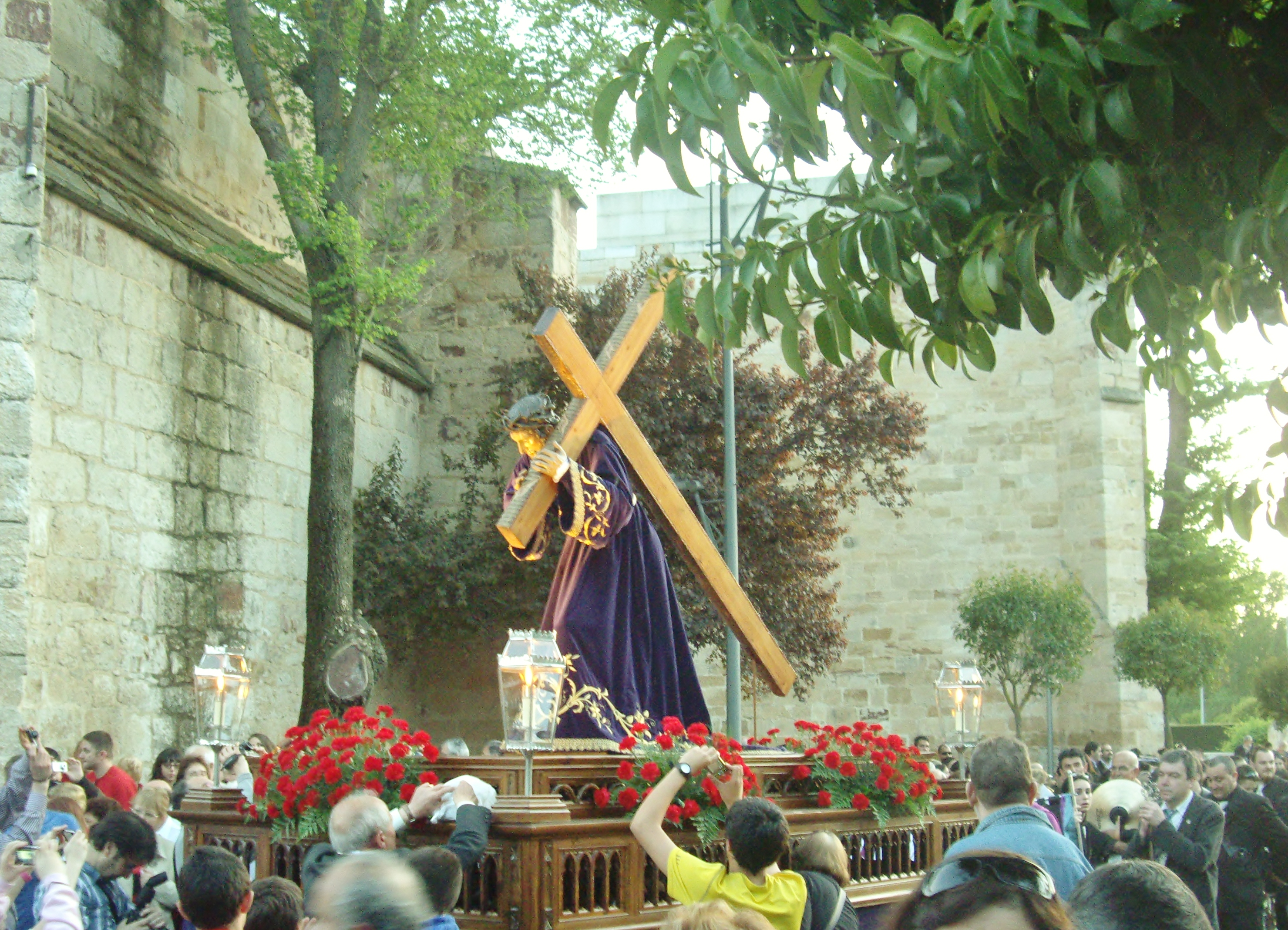
Traslado popular del Nazareno de San Frontis

Se trata de un traslado procesional organizado por la cofradía de Jesús del Vía Crucis y la propia parroquia del barrio de San Frontis. Se traslada la imagen titular desde la iglesia en la otra orilla del río hasta la catedral de donde partirá su procesión el Martes Santo. La talla anónima es acompañada por vecinos de San Frontis y devotos en general, en un desfile espontáneo encabezado por el Barandales. Durante el mismo, la banda de Zamora interpreta diferentes marchas procesionales entre las que cabe destacar Nazareno de San Frontis, compuesta por Carlos Cerveró Alemany.
'Pasos: 1. ‘Nazareno de San Frontis Autor: Anónimo Año: primera mitad del siglo XVII.
Hábito: los fieles asisten vestidos de calle
Sonidos: barandales y marchas procesionales
Marchas dedicadas: Nazareno de San Frontis de C. Cerveró
Momentos destacados: al cruzar el Puente de Piedra
Sede: Parroquia de San Frontis.

### Viernes de Dolores
- Hermandad Penitencial del Santísimo Cristo del Espíritu Santo

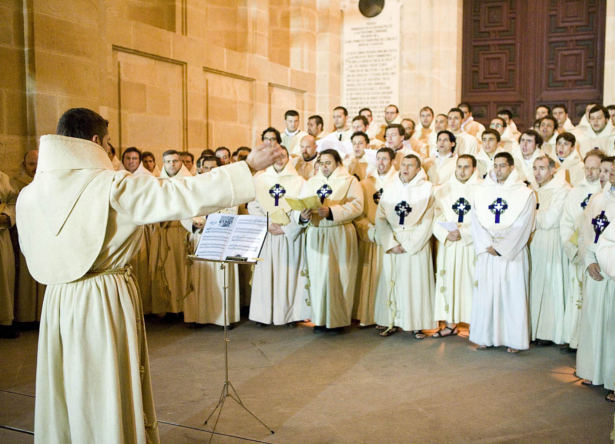
Coro de la Hermandad Penitencial del Santísimo Cristo del Espíritu Santo

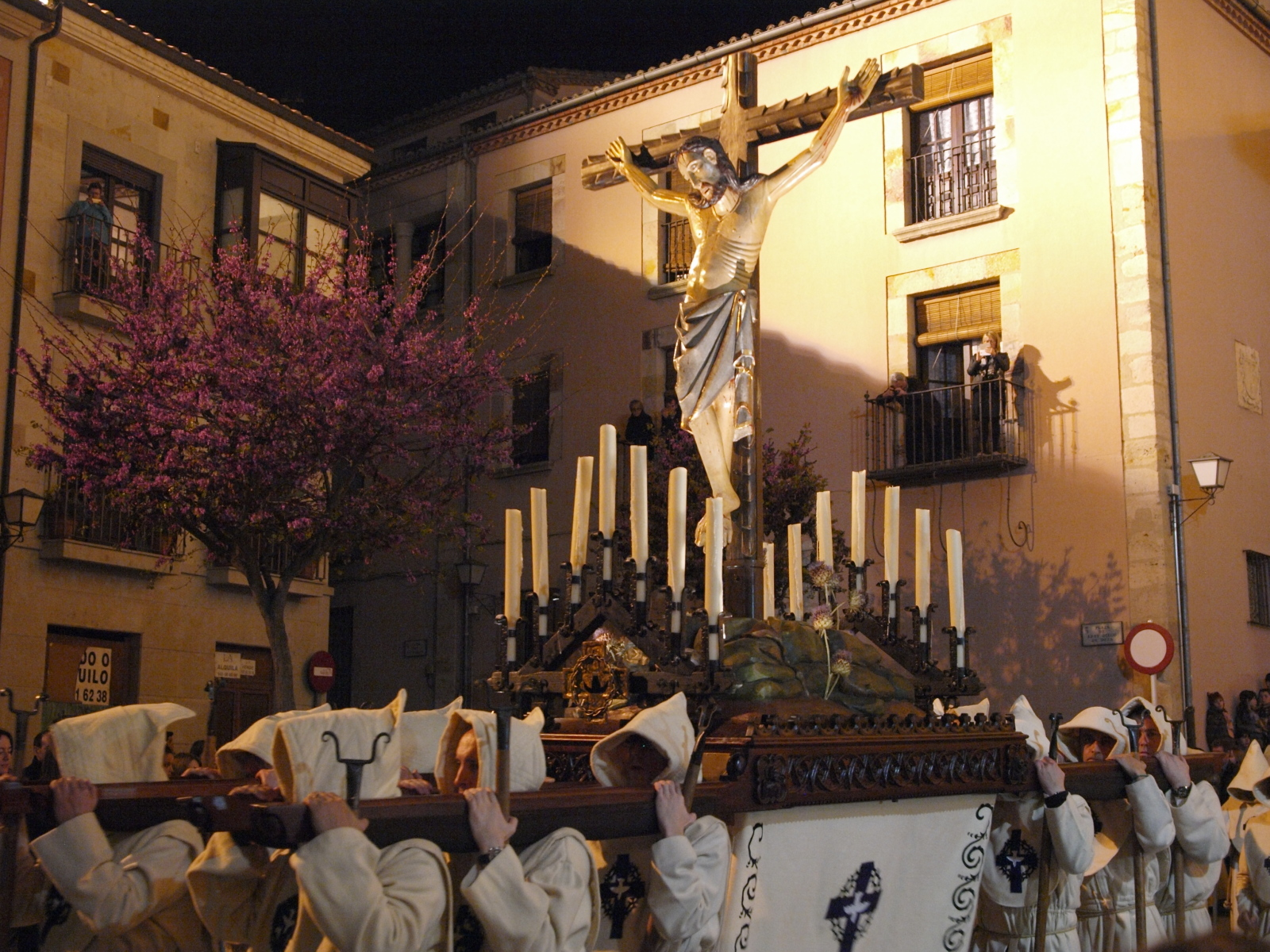
Procesión del Espíritu Santo

La Hermandad Penitencial del Espíritu Santo es aprobada el 12 de diciembre de 1974, realizando su primer desfile el 21 de marzo del año siguiente con 120 hermanos. Su imagen titular es un crucificado de estilo gótico del siglo XV, que fue hallado por casualidad en la iglesia del mismo nombre el 23 de marzo de 1963. La talla apareció mutilada y sin cruz, teniéndose que someter a un proceso de restauración. El hábito de la hermandad lo forman una túnica de estameña blanca, capucha monacal con el anagrama de la Hermandad, ceñidor de esparto y un farol de mano. La hermandad no formó parte de la Junta Pro Semana Santa hasta el año 1998. Actualmente, la hermandad desfila en la noche del Viernes de Dolores, haciendo estación de penitencia en la catedral donde se celebra un acto de oración en el atrio del templo y donde se canta el Christus Factus est. En su desfile, sobresalen elementos procesionales tales como una campana y un incensario muy característico de esta Hermandad, así como el coro de la cofradía que va entonando himnos tales como Crux Fidelis y otros.
Pasos: 1. Cristo del Espíritu Santo Autor: Autor anónimo, siglo XIV.
Hábito: Túnica y cogulla de estameña blanca estilo monjil portando un farol.
Sonidos: Campanil y matracas. Se cantan las piezas Crux Fidelis y Christus Factus Est, de M. Manzano
Momentos destacados: A su paso por la calle del Troncoso, y su acto en el atrio de la catedral. Al volver al barrio de salida la escasez de público hace que se pueda ver mejor el desfile.
Sede: iglesia del Espíritu Santo y local anejo.
Web oficial: www.espiritusantozamora.org

### Sábado de Pasión
- Hermandad Penitencial de Nuestro Señor Jesús, Luz y Vida

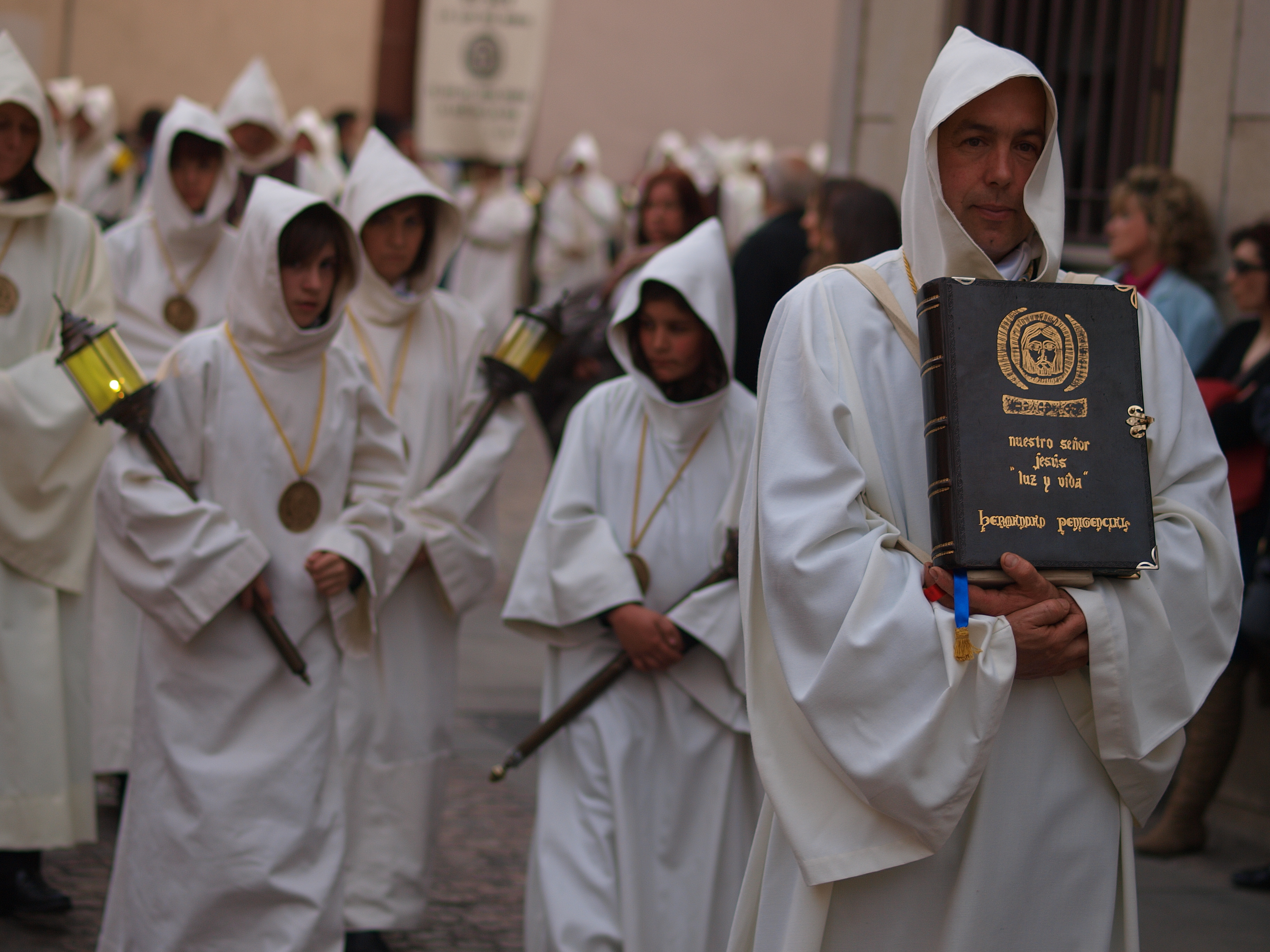
Procesión de la Hermandad Penitencial de Nuestro Señor Jesús, Luz y Vida

La Hermandad Penitencial de Jesús de Luz y Vida se funda en 1988, inspirándose en un pregón que realizara Manuel Espías un año antes. Será en 1989 cuando haga su primer desfile penitencial en la tarde del sábado de Lázaro, es decir, una semana antes del sábado de Dolores, fecha en la que desfila actualmente. El fin de esta hermandad es hacer un homenaje a todos los que hicieron posible la Semana Santa zamorana, llevando hasta el cementerio su procesión. La talla de Jesús de Luz y Vida, es obra de Hipólito Pérez Calvo, terminada en 1989. Los hermanos visten túnica y capucha monacal blanca, portando un farol eléctrico entre sus brazos. Además, cuelga de su cuello un escapulario con el emblema de la hermandad y el lema Es la luz que ilumina a todos los hombres.
Pasos: 1. Jesús Luz y Vida Autor: Hipólito Pérez Calvo Año: 1988.
Hábito: Túnica con capucha de estameña blanca. Portan vara de mano rematada en farol.
Sonidos: Cuarteto de metal que interpreta piezas a lo largo del recorrido. Coro de la Hermandad
Momentos destacados: Bajada por la cuesta del Pizarro. Acto en el cementerio
Sede: catedral.
web: http://hermandadluzyvida.blogspot.com.es/

### Domingo de Ramos
- Real Cofradía de Jesús en su Entrada Triunfal en Jerusalén

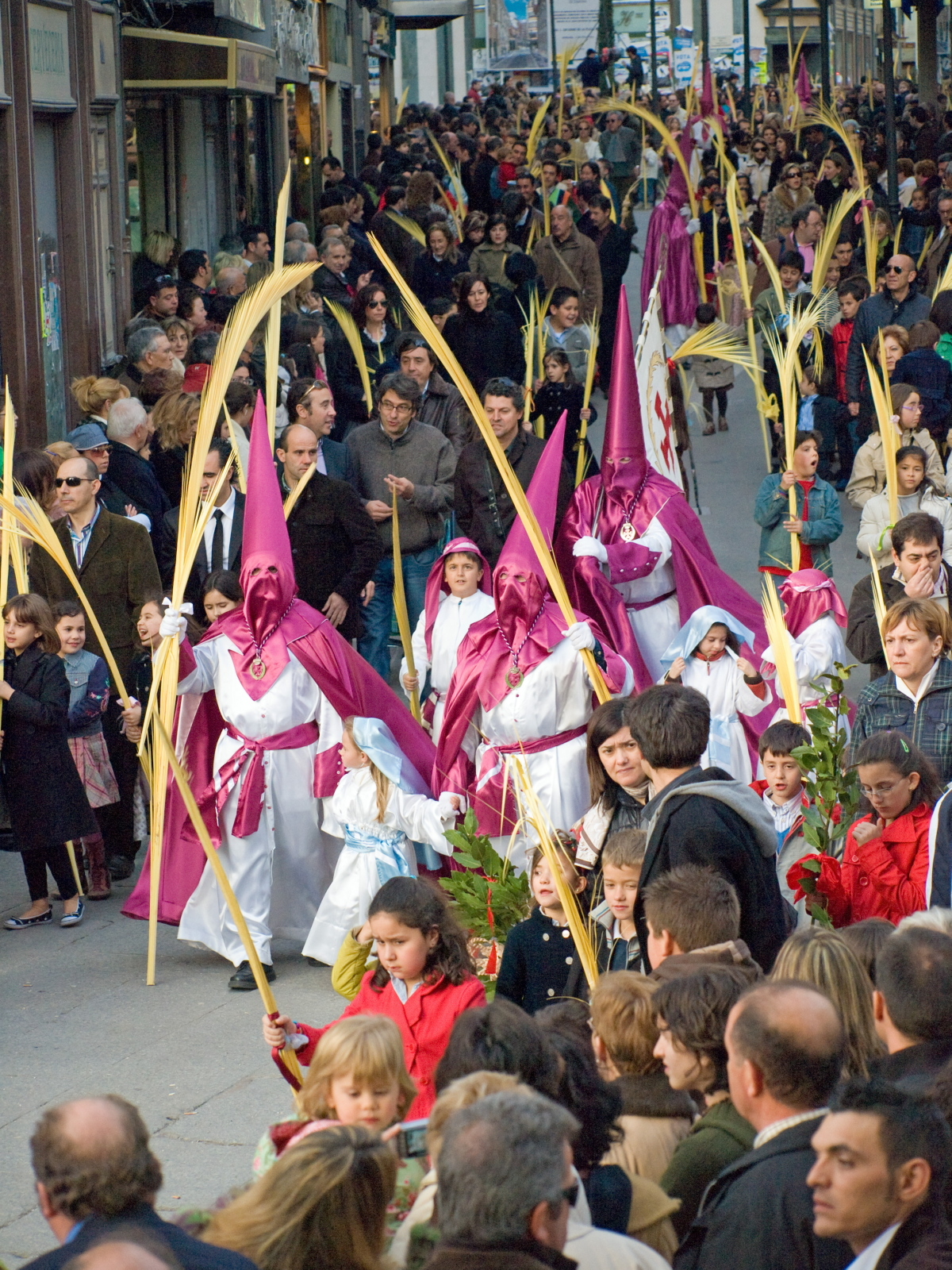
Los niños, protagonistas en La Borriquita

La Real Cofradía de Jesús en su Entrada Triunfal en Jerusalén se funda en el año 1948, siendo la encargada de organizar el desfile del Domingo de Ramos, recibiendo el testigo de la Venerable Orden Tercera (VOT) franciscana, que la había estado presidiendo desde tiempos antiguos. Una de las primeras cosas que encarga la nueva Cofradía será la elaboración de un nuevo paso, pues el antiguo, de José de Lera de 1816, no estaba en condiciones de seguir desfilando, además de no ser ya del gusto de una Semana Santa que había aumentado en calidad artística. Será Florentino Trapero el que talle las imágenes y la mesa, y desfilará por primera vez en la Semana Santa del año 1951. Los niños siempre han sido los protagonistas de esta procesión, que bien vestidos de hebreos o de calle, acompañaban al Señor en su entrada en la ciudad. Los hermanos visten túnica blanca de raso con capa y caperuza rosas del mismo material. Llevan en sus manos palmas y colgando de su cuello la medalla con el anagrama de la Hermandad. En esta cofradía sale la banda de cornetas y tambores Ciudad de Zamora.
Paso: 1. Jesús en su Entrada Triunfal en Jerusalén (La Borriquita) Autor: Florentino Trapero Año: 1950. Sustituyó a un grupo anterior realizado por José Lera en 1816.
Hábito: Túnica de raso blanco, con caperuza y capa de raso fucsia.
Sonidos: Barandales, Banda de cornetas y tambores Ciudad de Zamora, Banda de Música detrás del grupo escultórico.
Sede: Museo de Semana Santa.

### Lunes Santo
- Hermandad de Jesús en su Tercera Caída

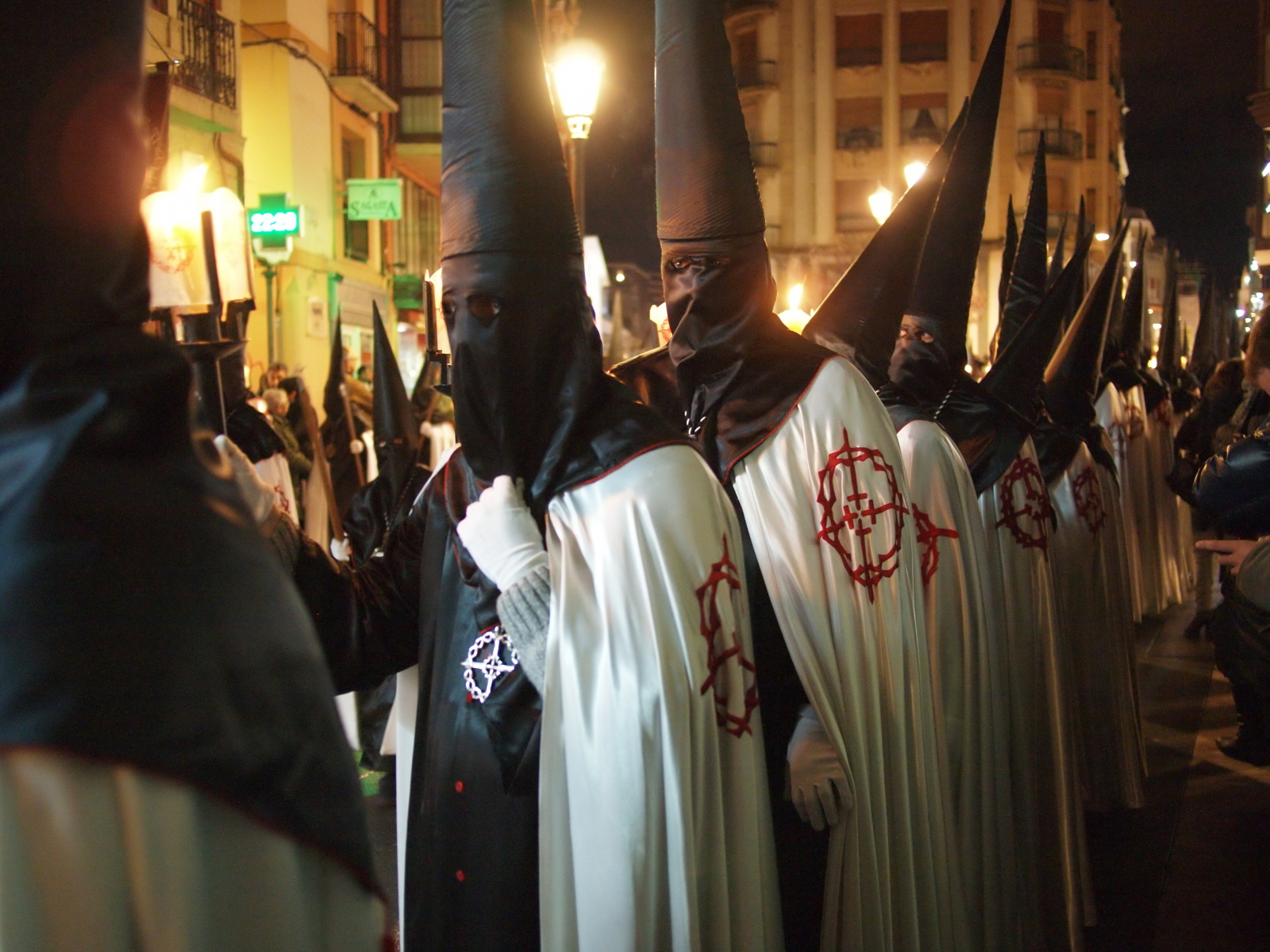
Procesión de Jesús en su Tercera Caída

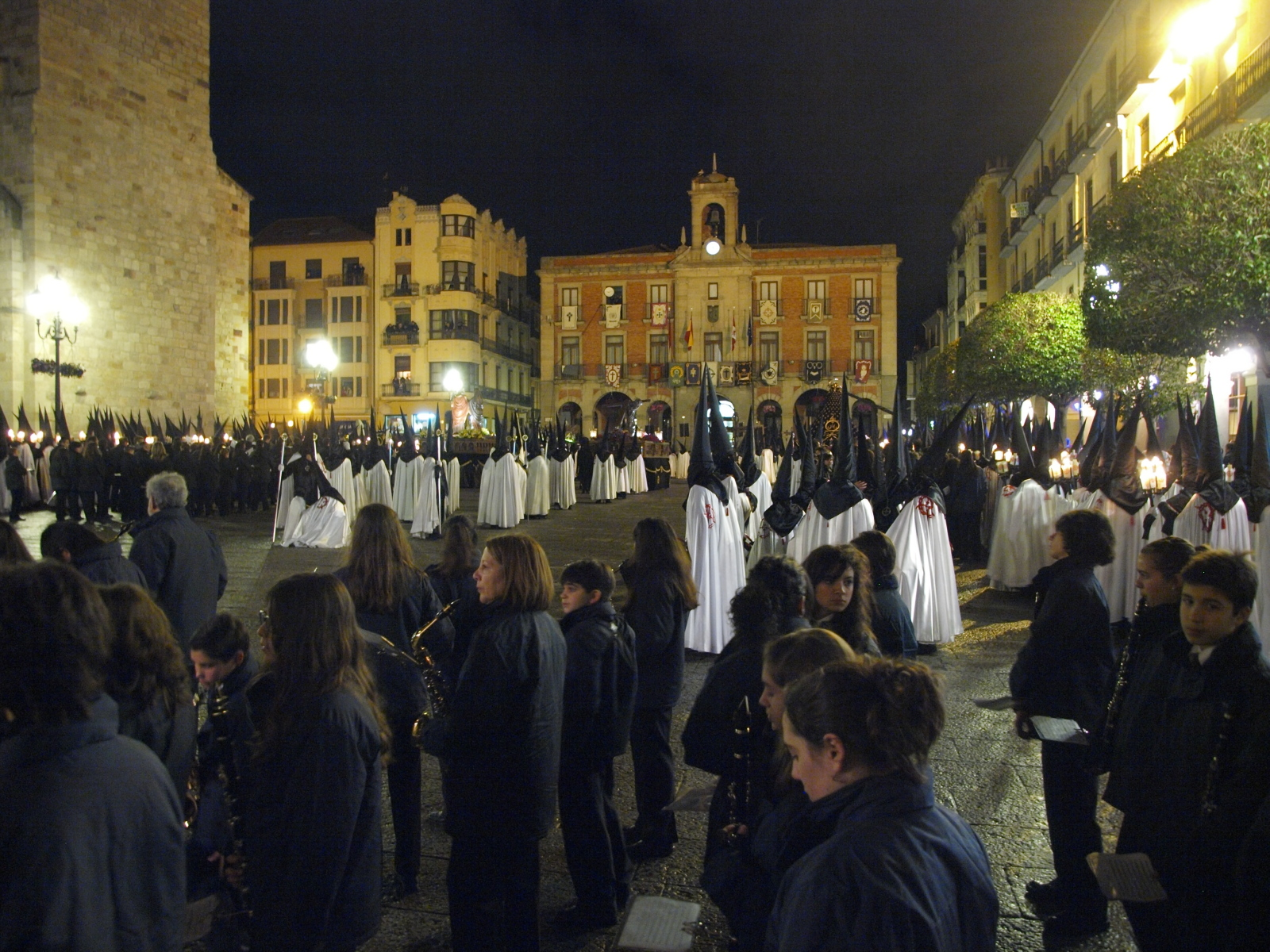
La procesión de la Tercera Caída llega a la plaza Mayor

La Hermandad de Jesús en su Tercera Caída se fundó el 16 de abril de 1942, realizó su primer desfile penitencial el Miércoles Santo de 1943. La Cofradía nació con la intención de congregar en su seno a los excombatientes de la Guerra Civil, y así, hacer un homenaje a los caídos en dicha contienda y orar por sus almas. Los primeros años procesionó con la imagen principal del paso de La Caída de la Congregación de Jesús Nazareno, vestido con una túnica blanca, hasta que en la Semana Santa de 1947 fue bendecida su actual imagen titular, realizada por Quintín de la Torre, y que representa a un Jesús abatido por la Cruz. En 1957 se realizó el paso de la Despedida de Jesús y María, obra de Enrique Pérez Comendador. Para completar la iconografía del desfile, Ramón Abrantes talló una imagen de la Virgen, bendecida en 1959, que bajo la advocación de la Amargura, cierra el desfile. Además de los pasos procesionales, hay que señalar que desfila una colección de cruces realizadas por José Luis Coomonte y una corona de gran envergadura llevada en andas. Cabe destacar el acto que se realiza en la plaza Mayor donde un coro de voces masculinas entona el himno a los caídos mientras bailan al compás los tres pasos, la cruz y la corona momentos antes de realzar una oración por los hermanos fallecidos.
Pasos 1. Jesús en su Tercera Caída Autor: Quintín de Torre Berástegui Año: 1947. 2. La Despedida Autor: Enrique Pérez Comendador Año: 1957. 3.Virgen de la Amargura Autor: Ramón Abrantes Blanco Año: 1959.
Hábito Túnica y caperuza de raso negro, capa de raso blanco. Portan hachón rematado en farol con vela.
Sonidos Clarines, cornetas y tambores; Barandales y bandas detrás de las imágenes. Canto de la marcha La muerte no es el final durante el acto en la plaza Mayor.
Marchas dedicadas: La Despedida de A. G. Ramajo
Momentos destacados Subida por la calle del Riego y acto en la plaza Mayor.

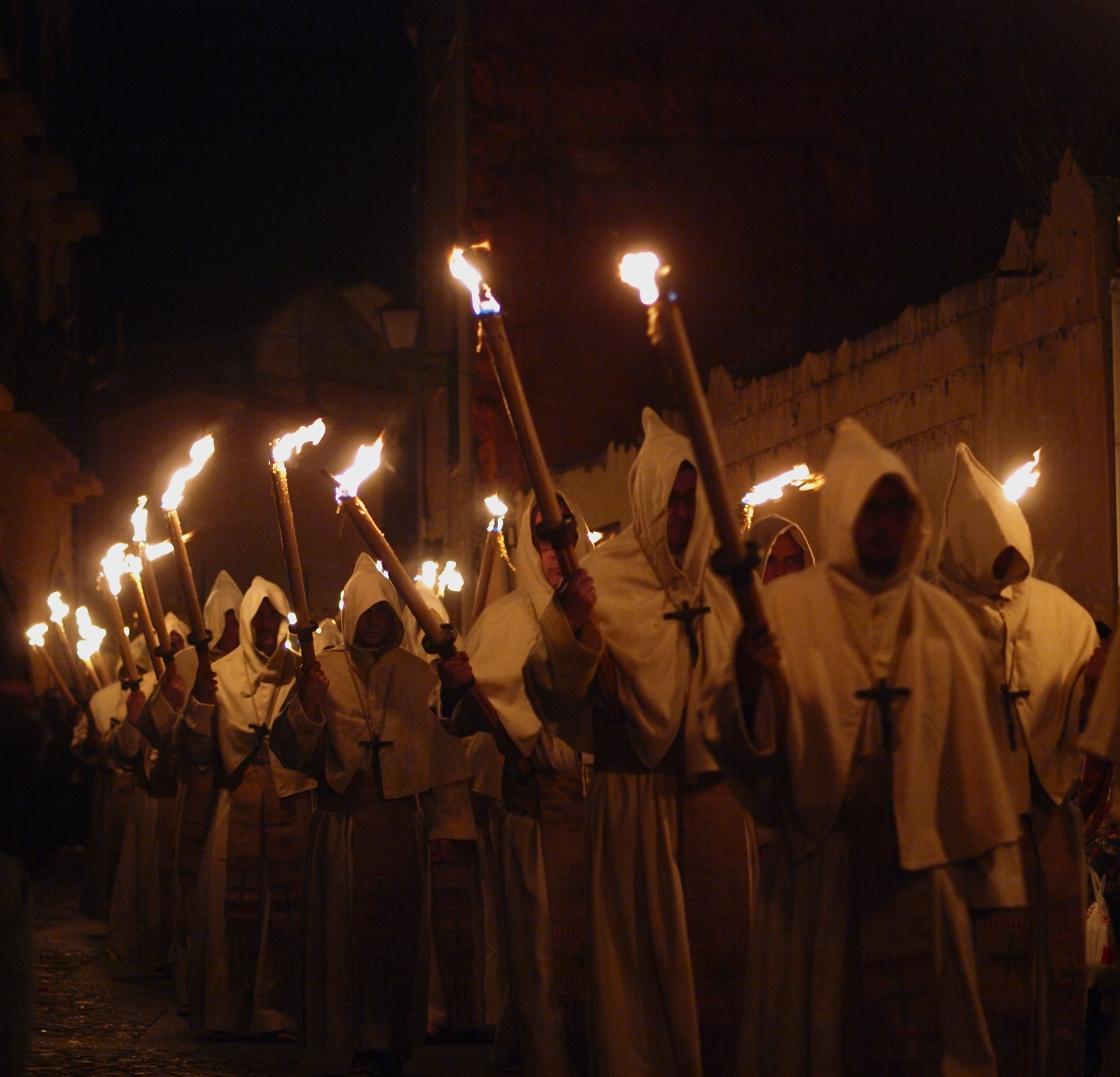
Hermandad Penitencial del Cristo de la Buena Muerte

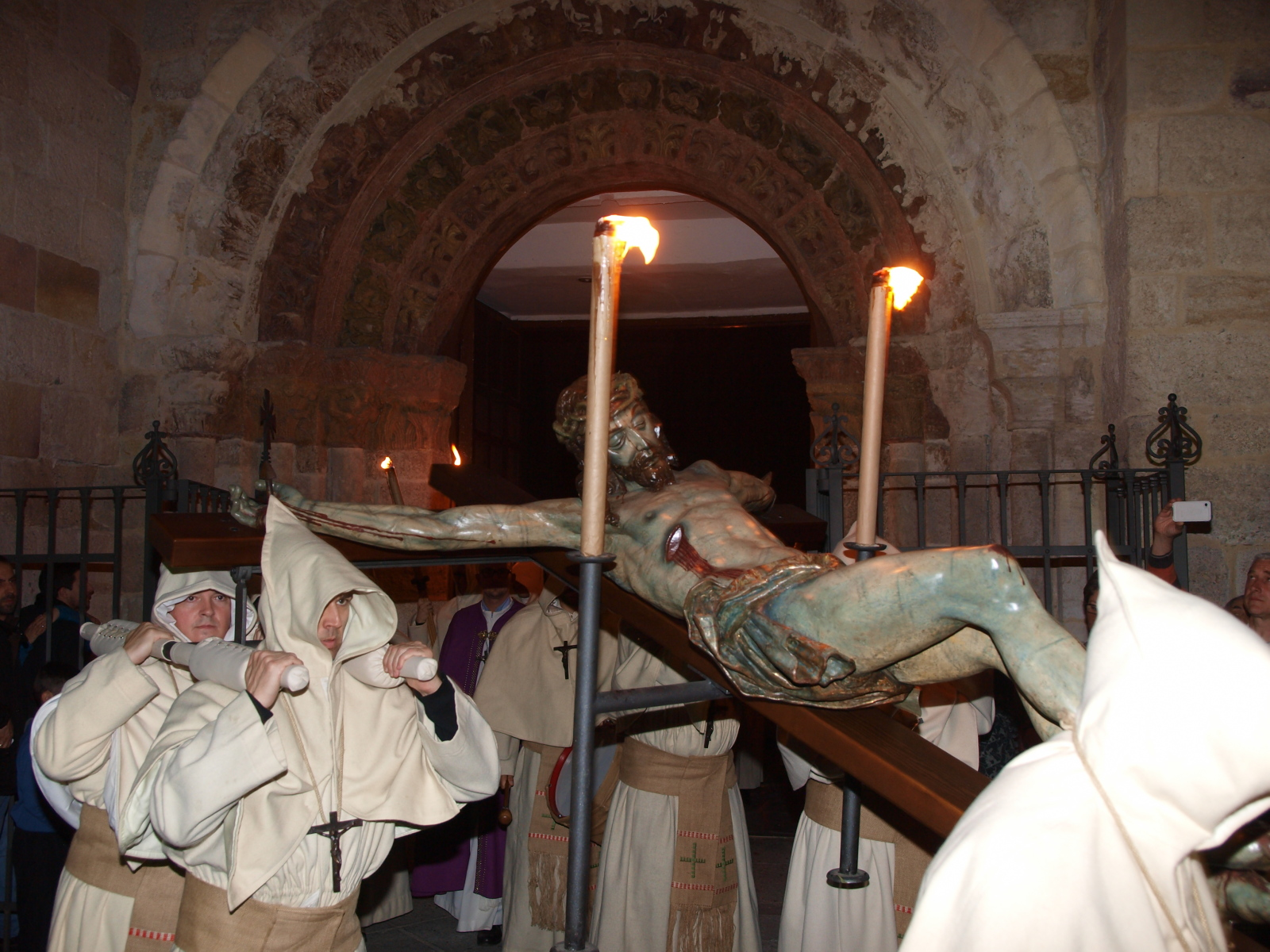
El Cristo de la Buena Muerte en procesión

- Hermandad Penitencial del Stmo. Cristo de la Buena Muerte

La hermandad penitencial del Stmo. Cristo de la Buena Muerte de la ciudad de Zamora fue fundada en el año 1974. Realizó su primera salida el 25 de marzo de 1975, siendo por tanto una de las de más recientemente fundación. La hermandad, formada actualmente por unos cuatrocientos miembros, tiene su sede en la iglesia de San Vicente Mártir, donde se rinde culto a la imagen y desde donde sale y llega la procesión. Comienza a las doce de la noche del lunes santo, callejeando por el casco antiguo hasta llegar a la plaza de Santa Lucía, donde el coro entona el tradicional Jerusalem, Jesuralem. El coro interpreta otras composiciones a lo largo del recorrido hasta que se recoge hacia las dos de la madrugada.
Pasos: 1. Cristo de la Buena Muerte Autor: Ruiz de Zumeta (atrib.) siglo XVI.
Hábito: Los penitentes visten hábito monacal blanco con capucha, sandalias y faja. Portan también una antorcha.
Sonidos Tambores tras el paso y el coro que canta el Jerusalem, Jerusalem en la plaza de Santa Lucía
Momentos destacados Canto del coro y subida por la cuesta san Cipriano
Web oficial: https://web.archive.org/web/20180331123749/http://www.buenamuerte.net/

### Martes Santo
- Cofradía de Jesús del Vía Crucis

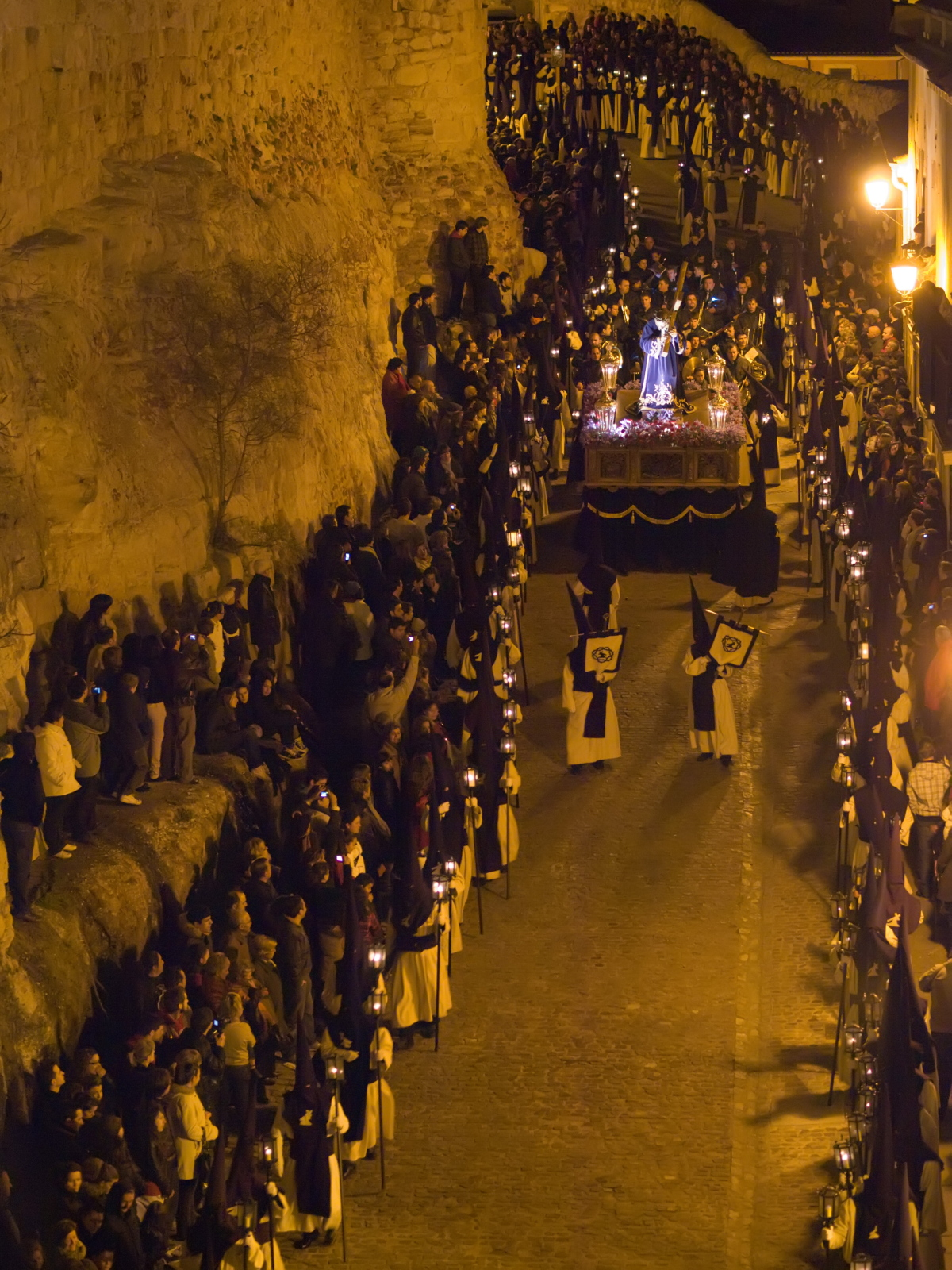
Procesión del Vía Crucis

La Cofradía del Vía Crucis es aprobada en 1938, aunque no realizará una procesión propia hasta el 31 de marzo de 1942. Entre sus fundadores se encuentra Don Manuel Boizas. Su imagen titular es un nazareno del siglo XVII que se venera en la iglesia parroquial de San Frontis, que era propiedad de una Cofradía anterior. El Domingo de Ramos de 1941, el Nazareno es trasladado por primera vez a la catedral, y en procesión organizada por la Junta de Fomento, es devuelta a su antigua iglesia el Martes Santo siguiente. En 1951, desfila por primera vez la Virgen de la Esperanza, de Víctor de los Ríos. En 1962, la Virgen estrena un manto de terciopelo verde tachonado de estrellas, que será ampliado en 1994. Actualmente, la Cofradía sale desde la catedral, pero durante muchos años empezaba su recorrido en la iglesia de San Andrés. Junto a la Parroquia de San Frontis, organiza el traslado del Nazareno que se realiza el jueves anterior al Domingo de Ramos. En el desfile es portado un Vía Crucis formado por cruces con las estaciones talladas provenientes de la mesa de la Virgen, pues al ponerla a hombros, se utilizaron las tallas de la mesa de Víctor de los Ríos.
Pasos: 1. Nazareno de San Frontis. Autor anónimo siglo XVII. 2. Virgen de la Esperanza. Autor Víctor de los Ríos, 1960.
Hábito: Túnica de estameña blanca, caperuza, fajín y escapulario de estameña morada. Portan farol
Sonidos: Banda de cornetas y tambores Jesús Nazareno en la cabeza del desfile, barandales, y bandas detrás de las dos imágenes.
Marchas dedicadas: Nazareno de Sant Frontis de C. Cerveró, La Esperanza de Zamora de C. Cerveró y Spes de A. Pedrero
Momentos destacados: Momento de la "despedida" a la salida del puente de piedra en Cabañales. Rezo del Vía Crucis en San Frontis.
Sede: iglesia de San Frontis
Web oficial: www.cofradiaviacruciszamora.org
- Hermandad Penitencial de las Siete Palabras

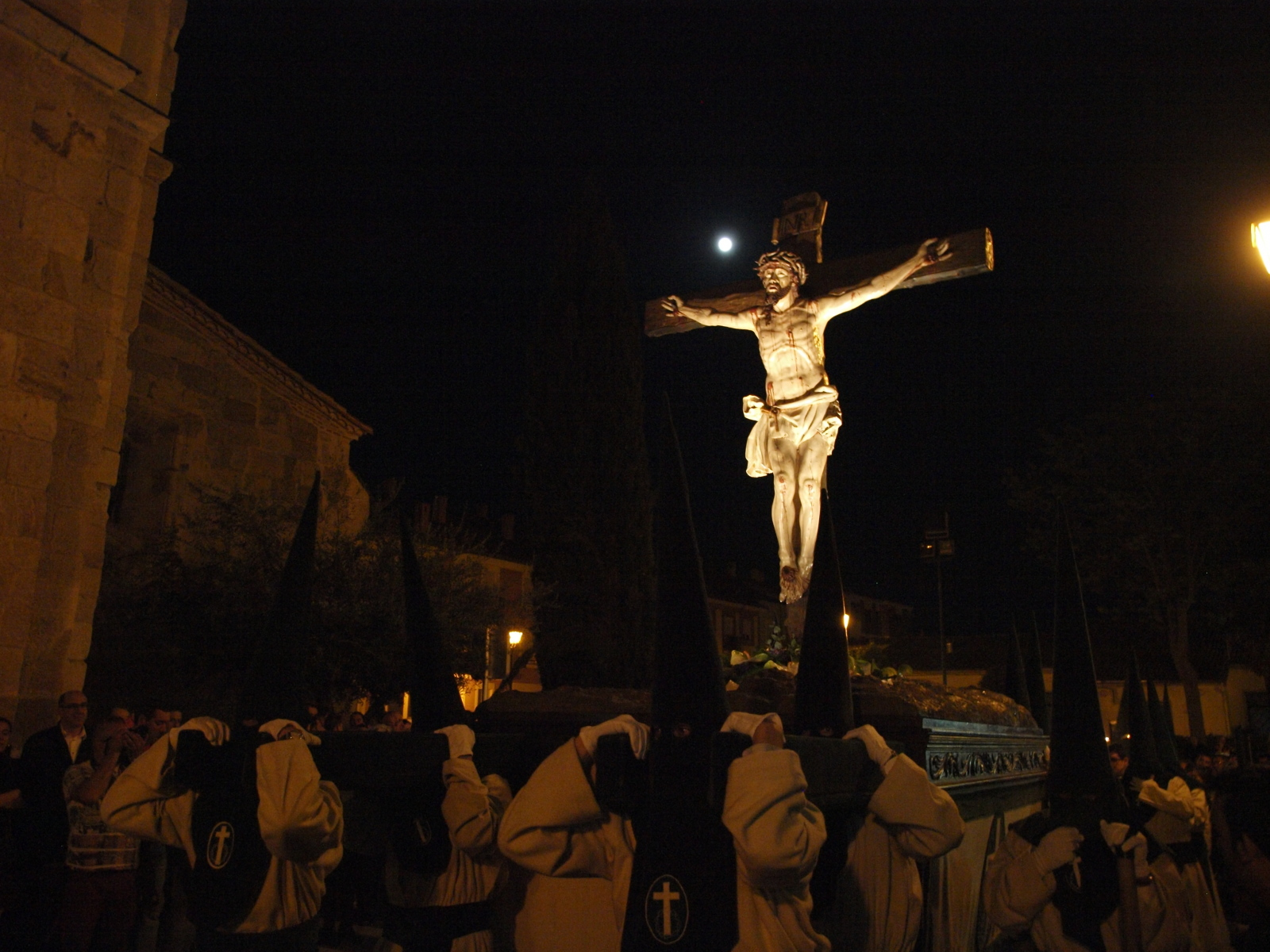
Cristo de la Agonía en procesión

La Hermandad Penitencial de las Siete Palabras se funda en el año 1968, y nace con la intención de congregar en su seno a estudiantes jóvenes, aunque pronto se abre a todo tipo de personas. También fue parte del proyecto inicial incluir entre sus filas a mujeres, aunque esto fue imposible hasta 1985. La Hermandad se caracteriza por su austeridad y penitencia, portando una imagen de Jesús crucificado, bajo la advocación de La Agonía, del siglo XVI proveniente de la iglesia de Santa Lucía. Actualmente, la Hermandad tiene su sede en Santa María la Horta, presidiendo su imagen titular el altar Mayor. Durante el desfile, se portan siete pequeños crucifijos, con siete estandartes con las últimas palabras de Jesús en la Cruz, dividiendo la Cofradía en diferentes tramos. La procesión tiene su punto álgido en la plaza de Claudio Moyano, donde se hace un acto de oración y reflexión.
Pasos: 1. Cristo de la Agonía. Autor anónimo, siglo XVII.
Hábito: Túnica de estameña blanca, caperuza de pana verde. Portan hachón con vela.
Sonidos: Tambores.
Web oficial: 7palabraszamora.blogspot.com.es

### Miércoles Santo
- Real Hermandad del Santísimo Cristo de las Injurias (Cofradía del Silencio)

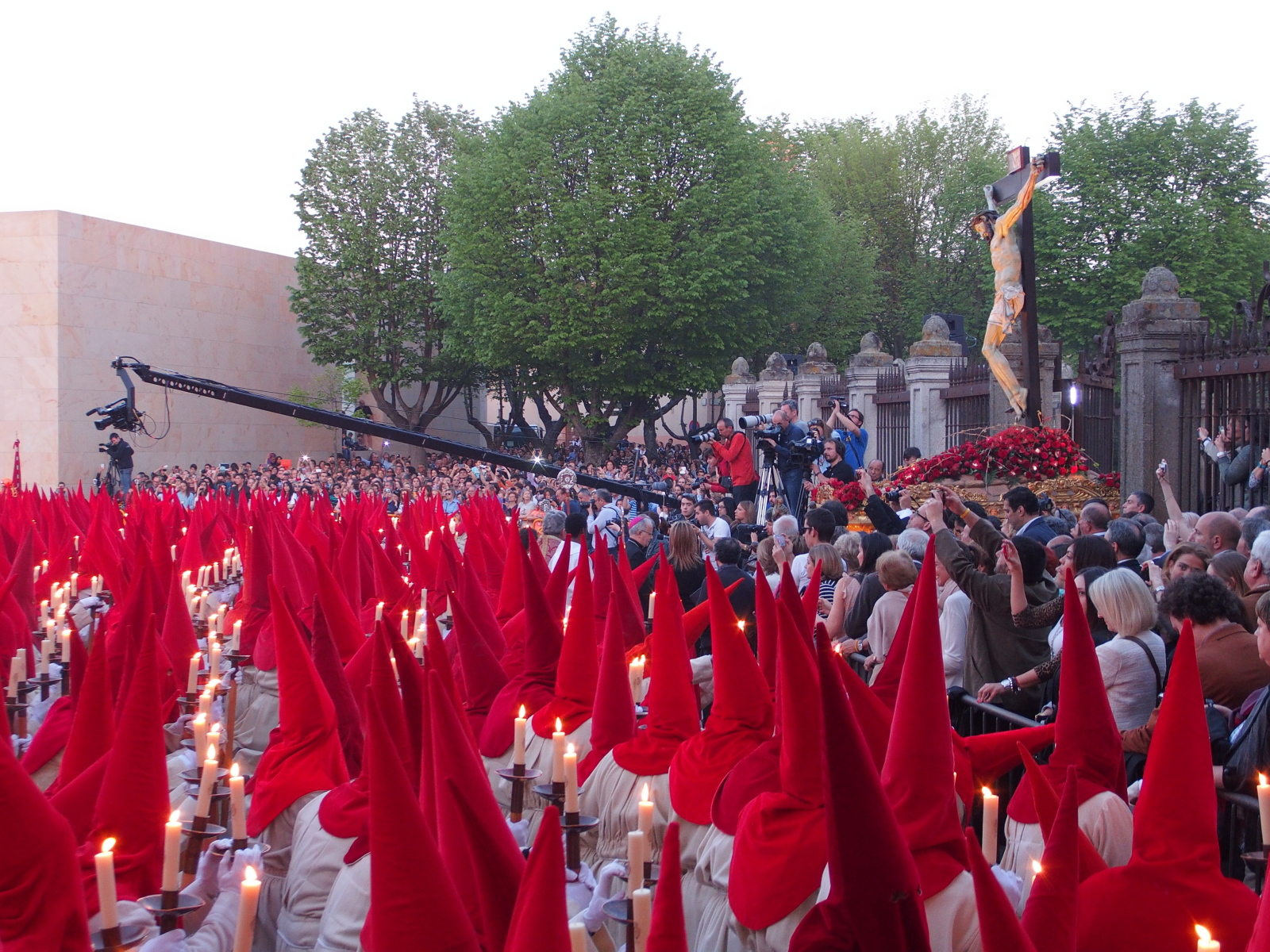
Juramento de silencio ante el Cristo de las Injurias

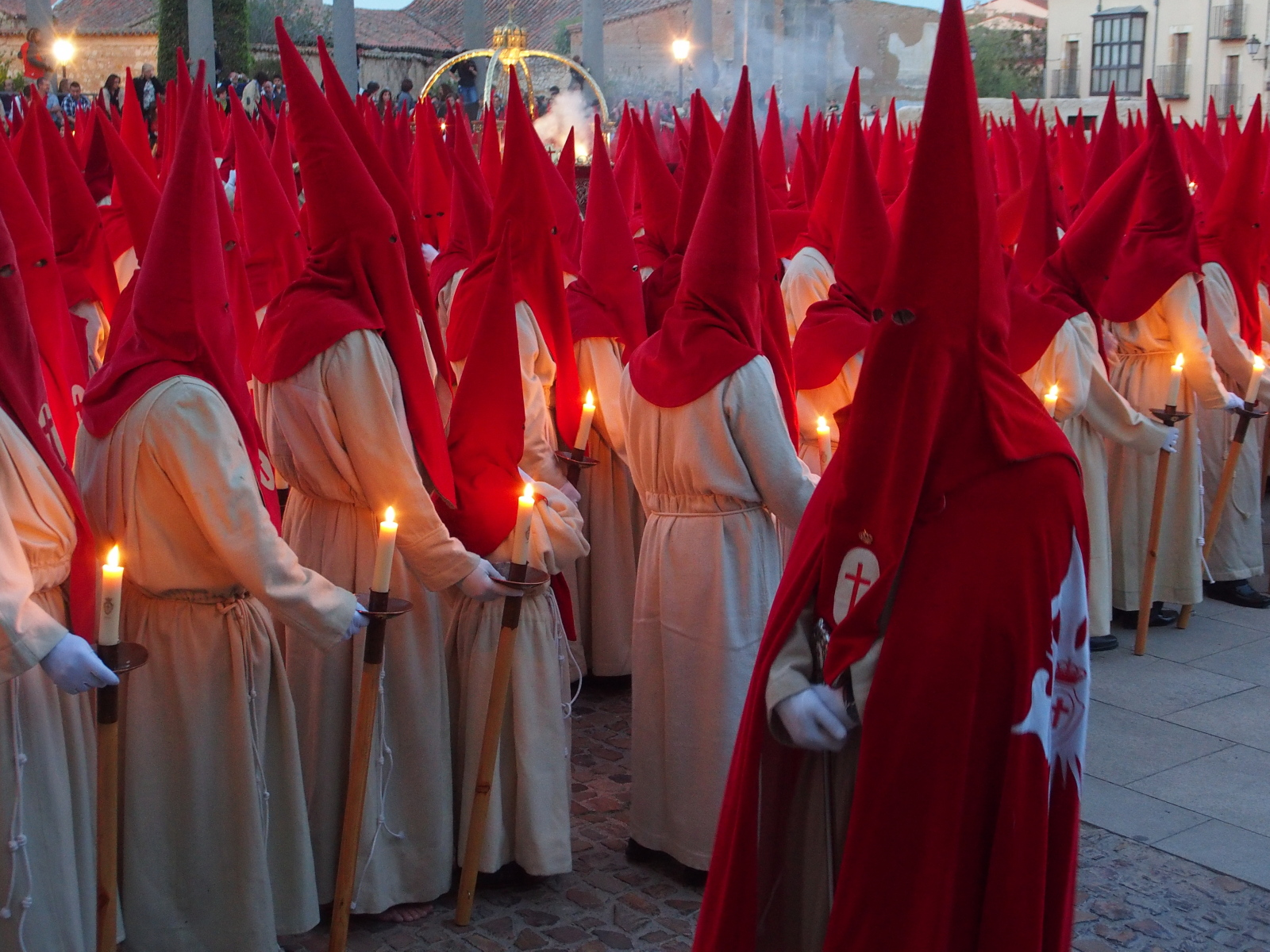
Procesión del Silencio

La Cofradía del Santísimo Cristo de las Injurias, conocido como la del Silencio, se funda el 13 de marzo de 1925. Los antecedentes de esta Cofradía los encontramos a principios del siglo XX, cuando en 1902, la Real Cofradía del Santo Entierro, muestra su deseo de que el Cristo de las Injurias desfile el Viernes Santo por la tarde en su desfile. Así, había que trasladar este crucificado desde la catedral hasta San Esteban, y para hacerlo se decidió realizar una procesión popular en la tarde-noche del Miércoles Santo. La imagen titular de la Cofradía, propiedad del cabildo de la catedral, es una talla muy venerada por los zamoranos. Se supone que fue traído de Granada y depositado en el Monasterio de los Jerónimos, que ante la desamortización de siglos posteriores, fue llevado definitivamente a la catedral, su sede actual, donde recibe veneración en la capilla de San Bernardo. Sobre su autoría hay un amplio debate entre los expertos, barajando nombres como Gaspar Becerra, Jacobo Florentino, Diego de Siloé y Arnao de Palla. Desfila en la tarde-noche del Miércoles Santo, sobre una mesa con trono dorado sobre ruedas, obra realizada en el taller de D. Alfredo Huertas García y adornado con pequeñas imágenes de Rojo, en la década de 1940. La Cofradía se caracteriza por el acto del Juramento del Silencio, tomado por el Obispo de la Diócesis y precedido por el ofrecimiento del Alcalde. Son muy originales los clarines y los pebeteros que se incluyen en el desfile.
Pasos: 1. Cristo de las Injurias. Autor anónimo, siglo XVI.
Hábito: Túnica de estameña blanca, caperuza de terciopelo rojo, decenario. Portan un hachón con vela.
Sonidos: Clarines y tambores
Momentos destacados: Momento del Juramento del Silencio antes del desfile en el atrio de la catedral
Sede: Local calle Magistral Erro
Web oficial: http://www.cofradiadelsilencio.net/
- Hermandad de Penitencia del Santísimo Cristo del Amparo (Capas Pardas)

La Hermandad de Penitencia del Santísimo Cristo del Amparo se fundó en el año 1956, fijando su sede en la iglesia románica de San Claudio, en el barrio de Olivares, en la ribera del Duero. Sus fundadores establecieron un número máximo de 72 hermanos pero se rectificó y en la actualidad son 150. Tiene como fin dar devoción pública al Cristo del Amparo. Desfilan en la noche del Miércoles Santo. La Hermandad se caracteriza por la capa parda que portan sus hermanos, a imagen y semejanza de lo que hacen diferentes pueblos de la Comarca de Alba y Aliste, llevando además entre sus manos un tosco farol. Los cofrades desfilan agrupados en forma de cruz latina, y algunos de ellos portan una carraca con la que se intenta imponer silencio. Musicalmente, el desfile es acompañado por un cuarteto musical que va tocando diferentes melodías, y también por un bombardino que interpreta diferentes salmos. Al final del recorrido, se entona el miserere alistano con el cual se da fin al desfile procesional.
Pasos: 1. Stmo. Cristo del Amparo Autor anónimo, siglo XVII.
Hábito: Capa alistana portando un farol de hierro forjado, de los llamados "de pajar".
Sonidos: Bombardino, matracas, cuarteto de viento madera. Al final del desfile, en la plaza de San Claudio de Olivares se entona el Miserere Alistano.
Momentos destacados: Bajada por el Arco del Obispo
Sede: iglesia de San Claudio de Olivares
Web oficial: http://www.capaspardas.es/
Facebook de la Hermandad: http://www.facebook.com/capaspardas/

### Jueves Santo
- Cofradía Virgen de la Esperanza

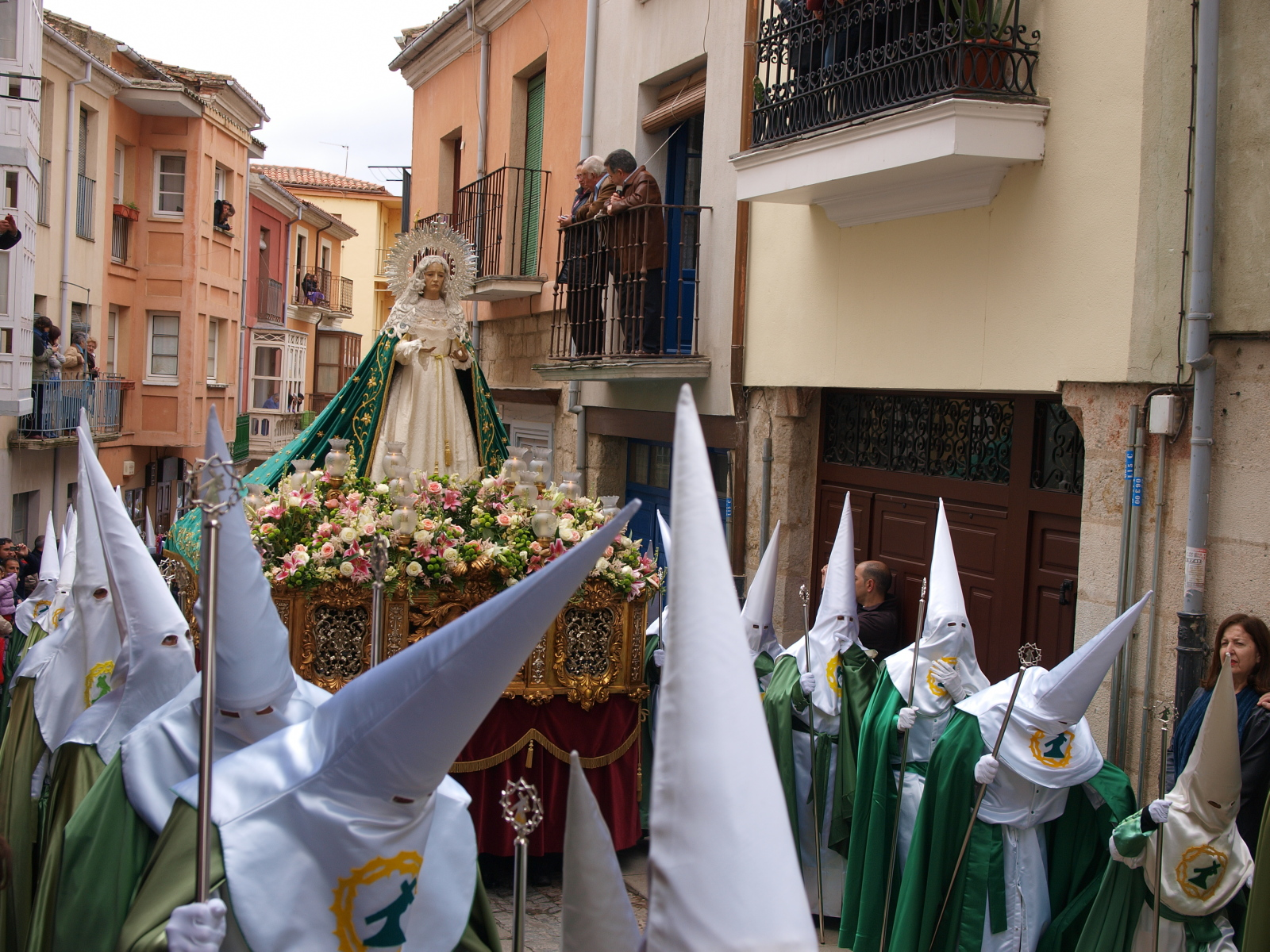
La Virgen de La Esperanza en procesión por Balborraz

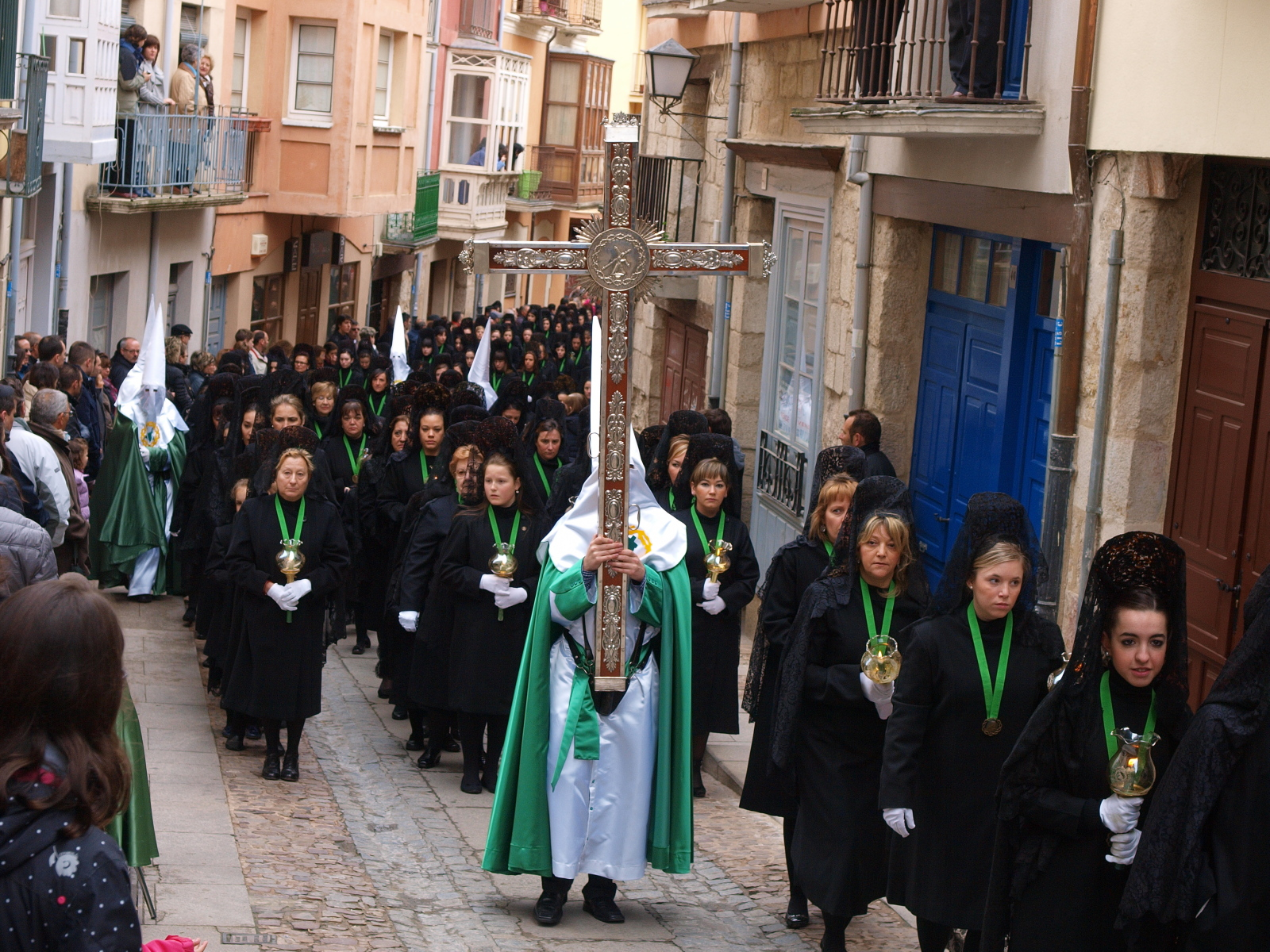
Cofradía de la Virgen de la Esperanza

La Sección de Damas de la Virgen de la Esperanza se funda en 1960, haciendo su primer desfile en la mañana del Jueves Santo de 1961. Desde sus comienzos, es filial de la Cofradía del Vía Crucis. Nace con la intención de devolver la Virgen a la iglesia de San Andrés, pues desde allí salía la Cofradía del Vía Crucis en sus inicios, la cual depositó a la Virgen en el convento de las Dominicas Dueñas la noche del Martes Santo. Desde 1954, la Virgen recibía culto en la iglesia parroquial de Nuestra Señora de Lourdes, de la cual salió hace unos años para fijar su sede en la capilla de San Nicolás de la catedral de Zamora. La Virgen viste un manto de terciopelo verde tachonado de estrellas bordado por las monjas Marinas de la capital, que fue ampliado y mejorado en 1994. Con los nuevos estatutos, la Sección pierde el calificativo de Damas, al aceptar como suyos a los hermanos del Vía Crucis que acompañaban a la Virgen.
Pasos: 1. Virgen de la Esperanza'. Autor, Víctor de los Ríos, 1960.
Hábito: Las damas de luto visten abrigo abotonado, peineta y mantilla, portando una tulipa con una vela verde. Los hermanos visten túnica y caperuza de raso blanco y capa verde portando vara metálica.
Sonidos: Barandales, Banda de cornetas y tambores y Banda de música detrás de la imagen titular.
Marchas dedicadas: La Esperanza de Zamora de C. Cerveró y Spes de A. Pedrero
Momentos destacados: Salida de Cabañales, Puente de Piedra, Balborraz y canto de la Salve en la catedral
Sede: capilla de San Nicolás, catedral.
- Cofradía de la Santa Vera Cruz, Disciplina y Penitencia

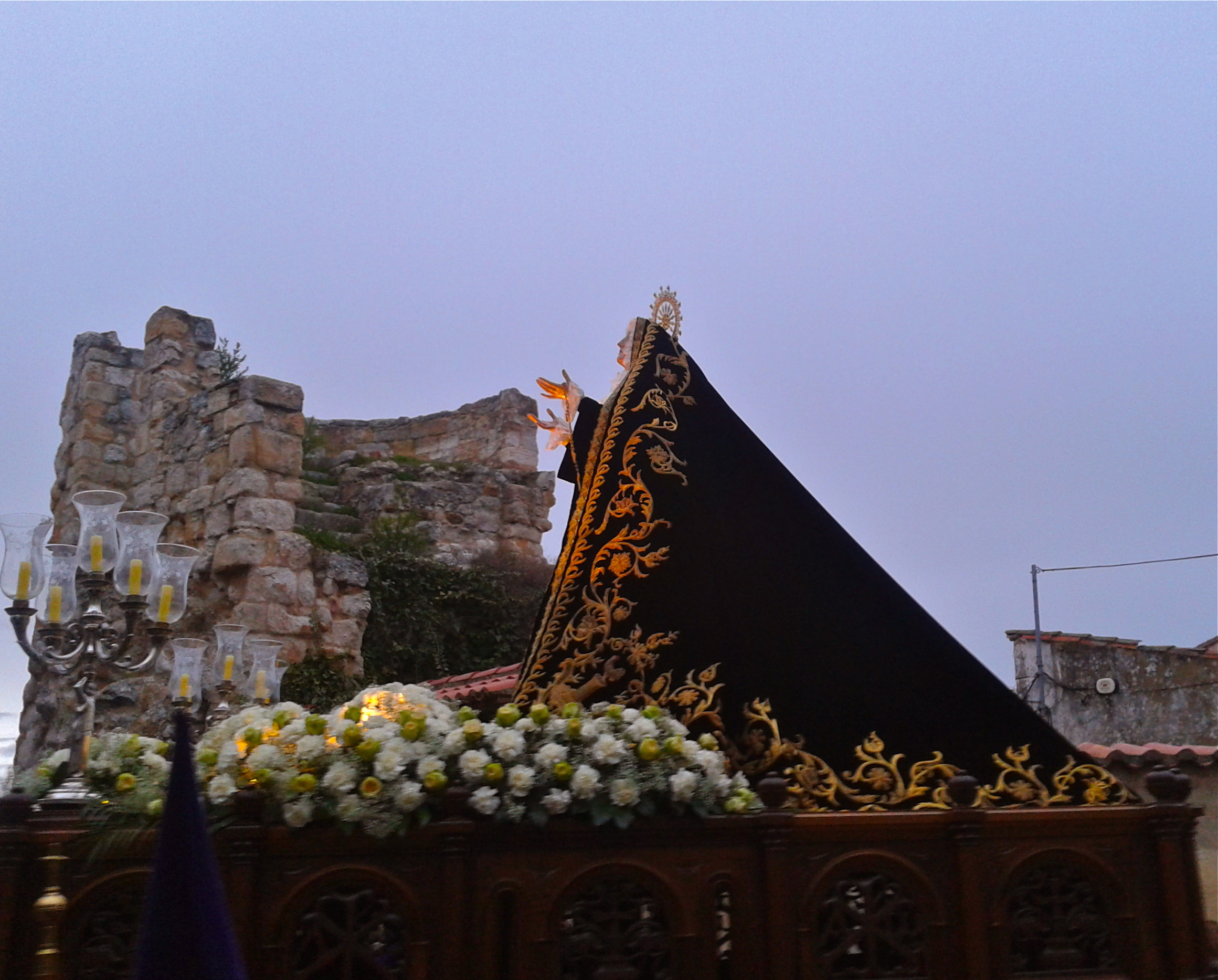
Procesión de la Vera Cruz, en la rúa de los Notarios

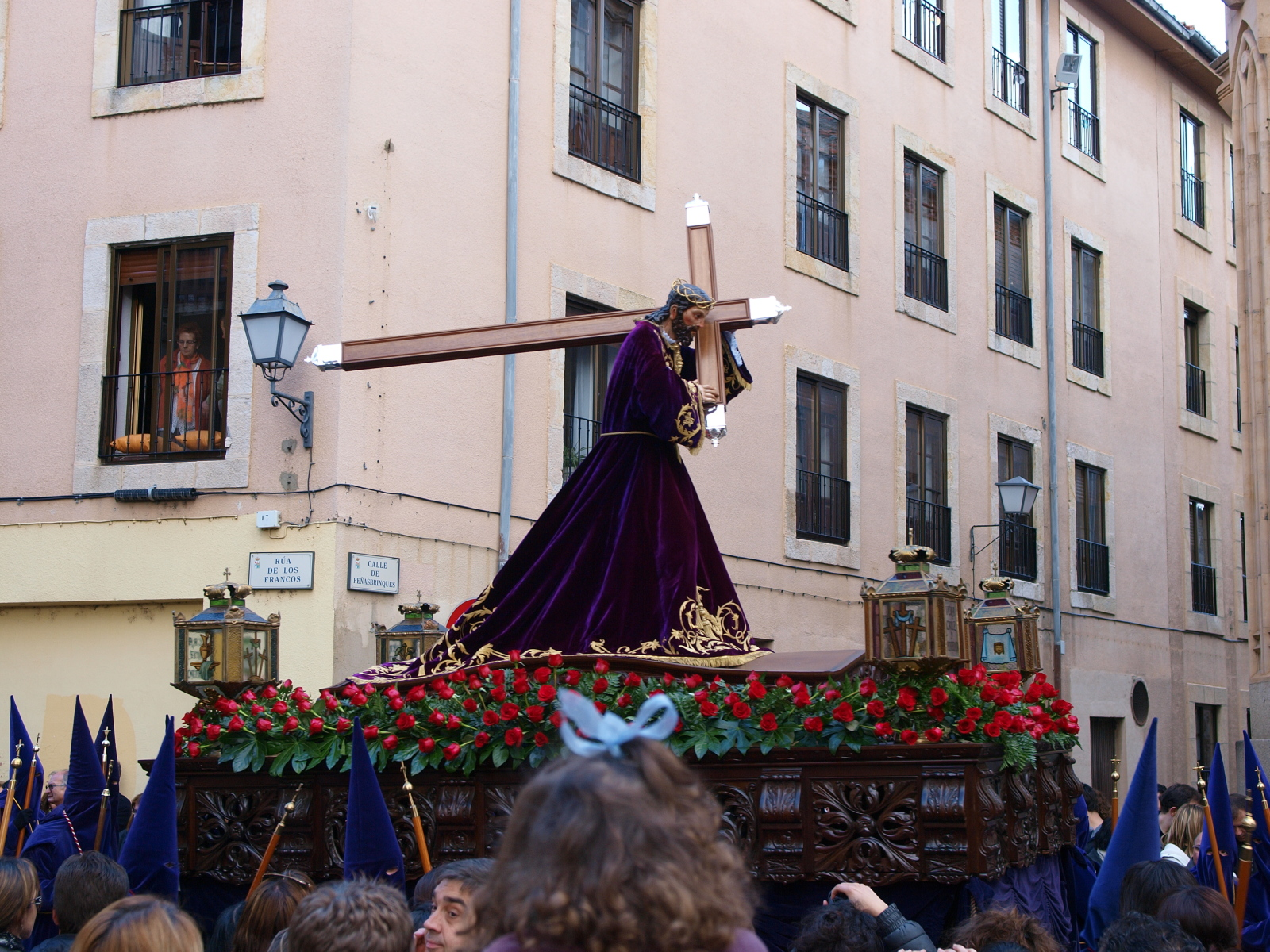
Nazareno, procesión de la Vera Cruz

El primer documento escrito que se conserva de esta Hermandad data de 1508, aunque sabemos que su origen se remonta a siglos anteriores. Se estableció en los conventos de San Francisco y Santo Domingo, alternando su salida procesional de uno u otro monasterio. A lo largo de su existencia se le fueron agregando diferentes cofradías con diferentes advocaciones, ya fueran propiamente de la Pasión o de santos. En 1810 se traslada a su sede actual, San Juan Bautista, y en la capilla de San Miguel instala sus primitivos pasos. La Cofradía nace en torno a un nazareno y a una virgen dolorosa. Actualmente, su titular es el Nazareno de la Vera Cruz, que se venera en San Juan de Puerta Nueva. Antiguamente era portado por el gremio de molineros, referencia histórica al carácter gremial de la cofradía. El Ecce Homo, es una de las talla más antiguas de nuestra Semana Santa, datado en el siglo XVI, y recuperado para esta Cofradía en la década de los 80. Como curiosidad se debe señalar que el paso de la conserva los típicos sayones de cartón piedra. Sale en al tarde del Jueves Santo.
Pasos: 1. Santa Vera Cruz. Autor, Julio Gómez Sismo, 1918. 2. La Santa Cena. Autor, Fernando Mayoral, 1991. 3.El lavatorio. Autor, Higinio Vázquez, 2001. 4. La Oración en el Huerto. Autor, José Sánchez de la Guerra, 1961. 5. El Prendimiento. Autor, Miguel Torija, 1898. 6. La Coronación de Espinas. Autor, Higinio Vázquez, 1999. 7. La Flagelación. Autor, José Sánchez de la Guerra, 1961. 8. La sentencia. Autor, Ramón Núñez, 1927. 9. Ecce homo. Autor, Gil de Ronza, 1522. 10. Nazareno de la Vera Cruz. Autor anónimo, siglo XVII. 11. La Dolorosa. Autor, Ricardo Segundo, 1942.
Hábito: Túnica y caperuza de terciopelo morado. Cíngulo amarillo y cruz dorada. Portan vara de madera rematada con cruz y sudario dorados.
Sonidos: Barandales y bandas de música detrás de los grupos escultóricos.
Marchas dedicadas: La Cruz de A. Rodríguez, El Beso de la traición de A. Santos, Jesús Nazareno de la Vera Cruz de P. Hernández.
Momentos destacados: Paso por las rúas del casco antiguo y estación en la catedral.
Sede: iglesia de San Juan.
Web oficial: No tiene
- Penitente Hermandad de Jesús Yacente

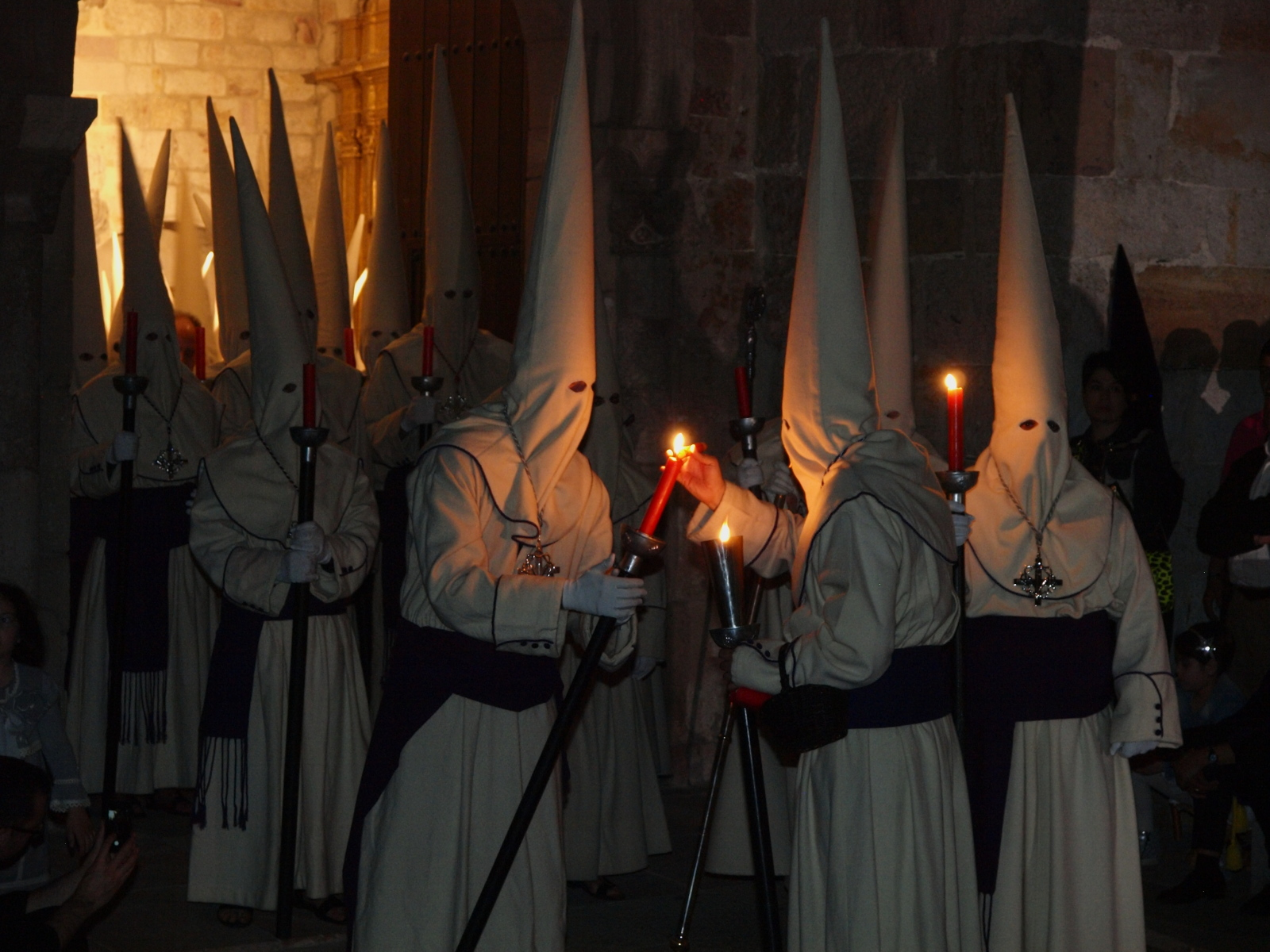
Comienzo de la Procesión del Yacente

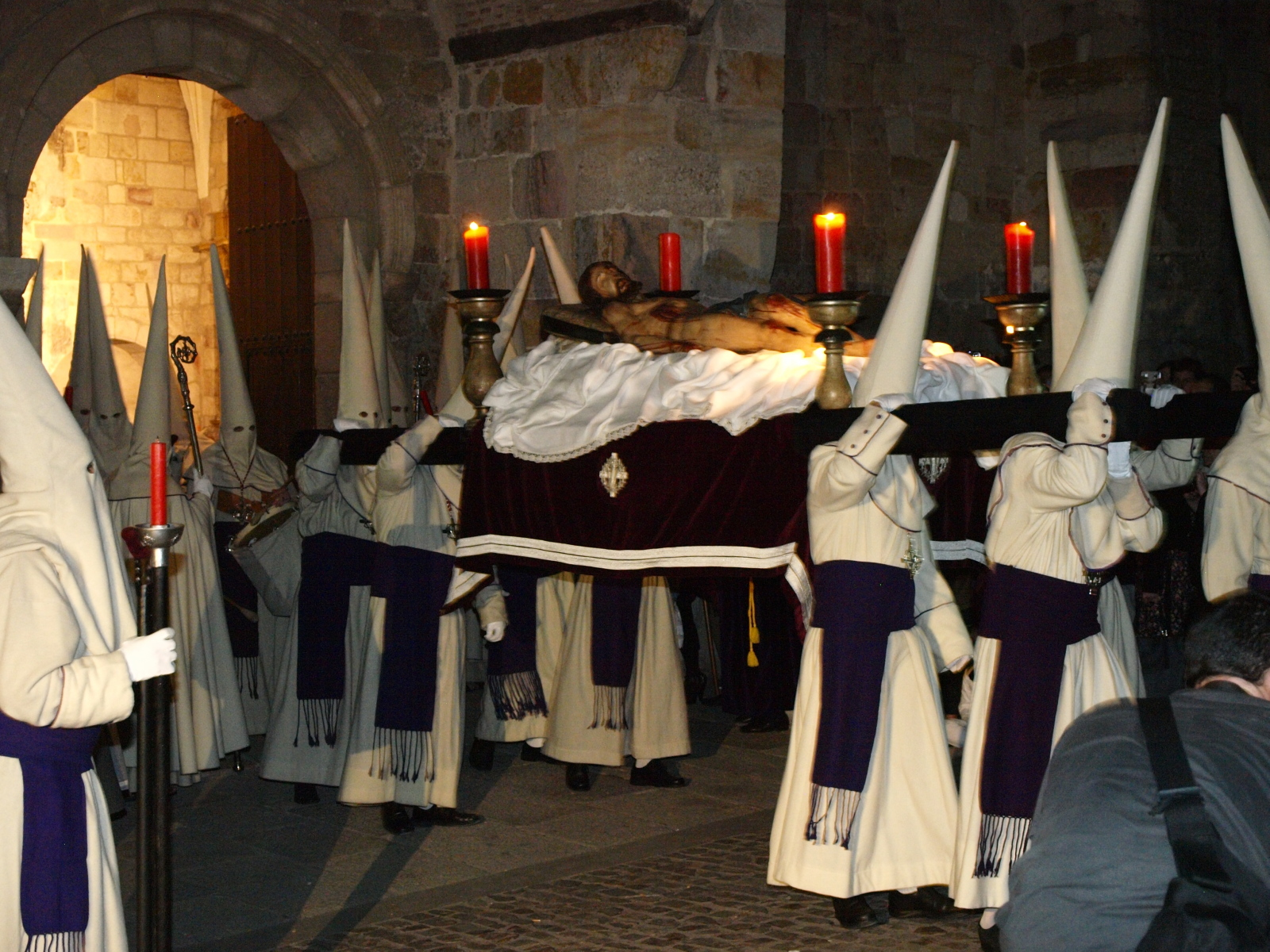
Salida del Yacente de la iglesia de Santa María la Nueva

La Hermandad Penitencial de Jesús Yacente sale a la calle por primera vez en el año 1941, desde la antigua iglesia de la Concepción, actual Biblioteca Pública. La talla fue redescubierta por Dionisio Alba en dicho templo, estando medio oculta en una urna de cristal bajo una colcha. La imagen de Jesús Yacente es una obra cuya autoría fue concedida a Gregorio Fernández durante mucho tiempo, pero actuales estudios hablan de Francisco Fermín, discípulo de este primero, que la realizó en el segundo cuarto del siglo XVII para el convento de los Dominicos, desaparecido tras la exclaustración. En su desfile son portadas tres cruces grandes a modo de disciplina para los hermanos que piden llevarlas, al igual que se portan los símbolos de la Pasión en pequeños cojines por los penitentes más jóvenes. El acto central, que se celebra desde 1953, es el canto del Miserere, que se realiza en la plaza de Viriato, siendo uno de los momentos más concurridos de la Semana Santa de Zamora.
Pasos: 1. Cristo yacente. Autor, Francisco de Fermín, siglo XVII.
Hábito: Caperuza y túnica de estameña blanca rematada con puños ribeteados de morado. Fajín morado.
Sonidos: Esquilas. Coro de la hermandad.
Momentos destacados: En la plaza de Viriato donde el Coro de la hermandad entona el Miserere del P. Alcácer.
Sede: iglesia de Santa María la Nueva.
Web oficial: http://www.hermandadyacente.es

### Viernes Santo
- Cofradía de Jesús Nazareno, vulgo Congregación

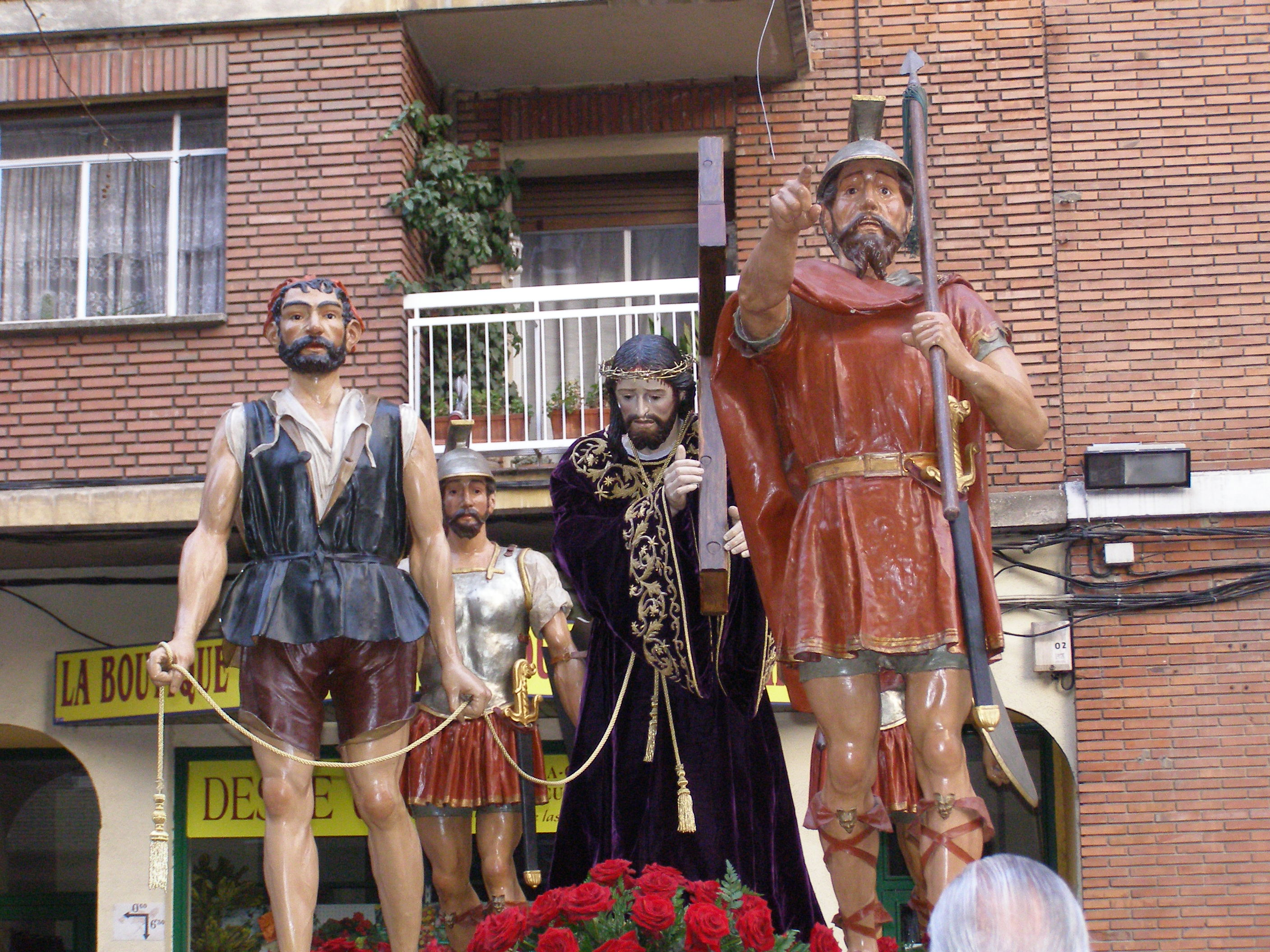
El paso Camino del Calvario, más conocido como Cinco de Copas

La Congregación de Jesús Nazareno se funda en el año 1651, sustituyendo a una anterior, con sede en la iglesia de San Vicente, que nació en 1610, e iba a adorar la Cruz de Carne al convento de San Benito. Desde el comienzo, se asienta en San Juan, tenía como fin el costear los enterramientos de sus cofrades y familias, y aplicar por ellos misas para la salvación de sus almas. Nunca tuvo carácter gremial, pues estaba abierta a todo tipo de gentes. En 1802, la Congregación estrena la imagen del Nazareno, del actual grupo de Camino del Calvario, popularmente Cinco de Copas, obra de Justo Fernández. El resto de los sayones, son obra posterior, de la gubia de Ramón Álvarez. El paso de La Agonía, es un conjunto escultórico, fechado en los primeros años del siglo XVII, obra de Zumeta, que empezó a desfilar con la Cofradía a partir del año 1865. Ramón Álvarez talla varios grupos escultóricos para la Cofradía. En 1866 empieza entregando las primeras imágenes de La Caída, en 1885, termina La Crucifixión, año también en el cual entrega La Verónica y en 1886, es la fecha en la cual la Virgen de la Soledad es sustituida por la actual, obra devocional importantísima, que caló enseguida en el fervor de los zamoranos. En los primeros años del siglo XX, se acabarán La Elevación de la Cruz de Aurelio de la Iglesia y se entregará La Desnudez, de José María Garrós, todo ello en 1901. Habrá que esperar 30 años para ver una nueva incorporación, que en este caso, es la de La Redención, de Mariano Benlliure, obra magnífica que rompe con el estilo tradicional de Ramón Álvarez, que también talla la mesa en la que procesiona. Ya en 1971, se entrega el paso Las Tres Marías y San Juan, de Hipólito Pérez Calvo, obra que completa la iconografía de La Redención y que quiso realizar Mariano Benlliure, pero que por diferentes motivos fue imposible. La última obra incorporada que desfila en la mañana del Viernes Santo, es Jesús Nazareno, tallada por Antonio Pedrero en 1999. Los hermanos visten una túnica de percal negro, con caperuzo romo, portando una cruz de madera y el escudo de la Cofradía pendiendo del cuello.

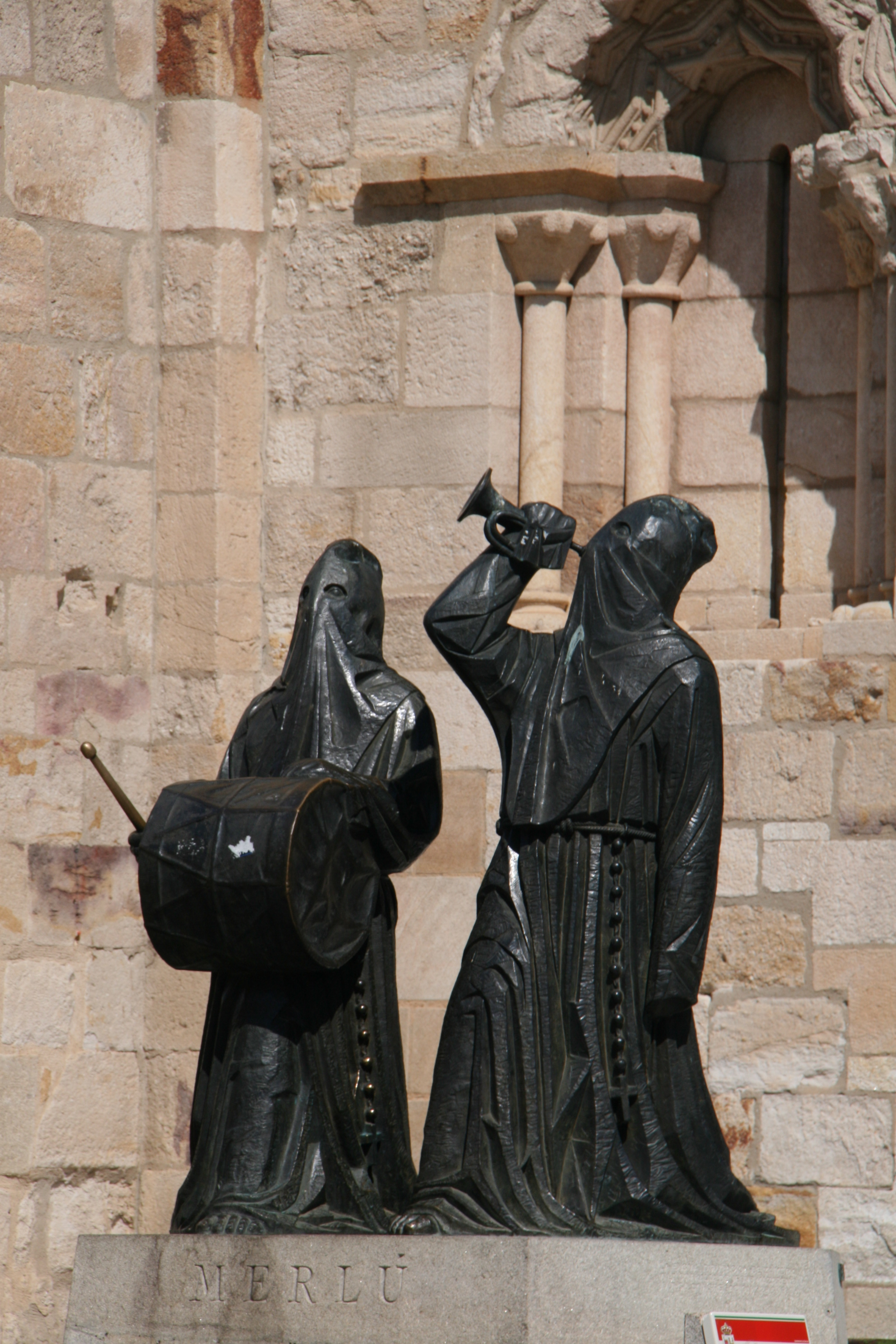
Monumento al Merlú, plaza Mayor

Pasos: 1. Camino del Calvario, vulgo Cinco de Copas. Autor, Justo Fernández, 1802. 2. La Caída. Autor, Ramón Álvarez, 1866-1878. 3. Jesús Nazareno. Autor, Antonio Pedrero, 1999. 4. Redención. Autor, Mariano Benlliure, 1931. 5 Las tres marías y San Juan. Autor, Hipólito Pérez Calvo, 1977. 6. La Verónica. Autor, Ramón Álvarez, 1885. 7. La desnudez. Autor, José María Garrós, 1901. 8. La Crucifixión. Autor, Ramón Álvarez, 1880-1885. 9. La Elevación. Autor, Aurelio de la Iglesia, 1899-1901. 10. La Agonía. Autor, Juan Ruiz de Zumeta, 1604-1605. 11. Virgen de la Soledad. Autor, Ramón Álvarez, 1886.
Hábito: Túnica de percal negro con caperuzo romo. Portando una cruz de madera
Sonidos: Merlú, bandas de música. En la salida del primer paso se interpreta por primera vez en la Semana Santa la popular Marcha fúnebre de Thalberg.
Marchas dedicadas: Redención de E. Antón, Congregación de A. Pedrero, Soledad de C. Cerveró, Crucifixión de J. Gutiérrez, Camino de las tres cruces de A. Rodríguez, Las tres marías de A. Moya.
Momentos destacados: Reverencia de todos los grupos escultóricos ante la Virgen de la Soledad en la avenida de las Tres Cruces. Baile del Cinco de Copas al comienzo de la procesión en la plaza Mayor.
Web oficial:http://www.lacongregacion.es/
- Real Cofradía del Santo Entierro

La Real Cofradía del Santo Entierro se funda en 1593, adquiriendo un importante carácter gremial, integrada por sederos y tejedores. Durante mucho tiempo, la Hermandad se encargaba de organizar el Sermón de las Siete Palabras, el desclavamiento y descendimiento de Cristo, y posterior desfile fúnebre por la ciudad. La entrañable figura del Barandales nace de esta Cofradía. Actualmente, tiene por titular a Cristo Muerto, tallado en 2002 por el escultor Luis Álvarez Duarte, que desfila en el interior de la Urna de Justo Fernández de 1881. Ramón Álvarez tallará varios de los pasos con los que desfila esta Cofradía en la tarde del Viernes Santo, como el Descendimiento (1860), inspirado en el modelo de Gregorio Fernández, La Lanzada (1868), vulgarmente llamado Longinos, y la Virgen de los Clavos (1887). El siglo XIX lo cerrará la Hermandad con el paso tallado por Mariano Benlliure en 1879, El Descendido, y La Magdalena (1882), obra de Ángel Mercé. En la siguiente centuria, José María Garrós realizará el paso La Conducción al Sepulcro, y en 1950, será cedido a la Cofradía el paso del Retorno al Sepulcro de Ramón Núñez, tallado en principio para la cofradía de Nuestra Madre de las Angustias en 1926. En la década de los 90, habrá dos nuevos intentos de incorporación: la Piedad de Manuel Ramos Corona (sustituida en 2004 por otra del mismo escultor), y La Virgen y San Juan del escultor local Ricardo Flecha, inicio de un nuevo paso titulado El Entierro de Cristo, estrenado más tarde, pero vuelto a su composición inicial de dos figuras talladas de nuevo. Ya a inicios del siglo XXI, se estrena La Conversión del Centurión, obra de Fernando Mayoral, y en 2004 las nuevas figuras del paso de La Virgen y San Juan. No hay que olvidar tampoco que en el recorrido de ida a la catedral, desfila el Cristo de las Injurias, quedando ya en el Primer Templo diocesano. Los hermanos visten túnica y caperuza de terciopelo negro con el anagrama de la Cofradía al cuello.
Pasos: 1. La Magdalena. Autor, Ángel Marcé, 1892. 2. La Conversión del Centurión. Autor, Fernando Mayoral Dorado, 2001. 3. La Lanzada. Autor, Ramón Álvarez, 1868. 4. El Descendimiento. Autor, Ramón Álvarez, 1857-1859. 5. San Juan y Nuestra Señora. Autor, Ricardo Flecha, 2004. 6. El Descendido. Autor, Mariano Benlliure, 1879. 7. La Piedad Autor, Manuel Ramos Corona, 2004. 8. Conducción al Sepulcro. Autor, José María Garros, 1901. 9. Retorno del Sepulcro. Autor, Ramón Núñez, 1927. 10. El Santo Entierro, vulgo La Urna. Autor, Luís Álvarez Duarte, 2002. 11 Virgen de los Clavos. Autor, Ramón Álvarez, 1887.
Hábito: Túnica y caperuza de terciopelo negro. Portan vara de madera rematada en una cruz con sudario.
Sonidos: Barandales, y diferentes bandas de música.
Marchas dedicadas: Los Clavos de A. Pedrero y Conducción al sepulcro de A. Pedrero.
Momentos destacados: Paso por las rúas del casco antiguo.
Sede: Museo de Semana Santa
Web oficial: https://web.archive.org/web/20090127050535/http://santoentierrozamora.com/
- Real Cofradía de Nuestra Madre de las Angustias

La Real Cofradía de Nuestra Madre de las Angustias se funda, según la leyenda, en 1412, alentada por la presencia de San  Vicente Ferrer  en Zamora, aunque no se poseen documentos hasta un siglo más tarde, en 1585. La Cofradía pasa por diferentes épocas, desde el esplendor, que sitúa a su imagen como la principal advocación de la ciudad, hasta su desaparición en una época más moderna. En la primera mitad del siglo XX, la Cofradía se reorganiza, aunque su desfile nunca dejó de salir a la calle, dirigido por la Parroquia de San Vicente Mártir. La imagen titular de la Hermandad es Nuestra Madre de las Angustias, obra de Ramón Álvarez de 1879, que sustituye a una talla anterior, que actualmente se encuentra en la iglesia de San Félix del pueblo del Perdigón. La Cofradía mantiene el culto a su titular en una capilla adosada a la Parroquia de San Vicente Mártir, donde también se encuentran otras tallas como la Virgen de las Espadas o el Yacente de Ricardo Flecha. Junto a Ella, desfila en la noche del Viernes Santo El Santo Cristo de la Misericordia, conocido habitualmente, como el de la Cruz de Carne, que se venera en catedral, obra anónima (aunque atribuida a Arnao de Palla por muchos especialistas) que recibe tal título por encontrarse antiguamente dicha reliquia en su altar. En los siglos anteriores, diferentes imágenes han desfilado con Nuestra Madre, tales como una talla de San Vicente Ferrer, la Virgen antes mencionada, el paso El Retorno al Sepulcro, tallado en 1927 por Ramón Núñez, y que actualmente desfila con el Santo Entierro y otros. Los hermanos visten túnica de estameña blanca, con caperuza de terciopelo negro, cíngulo y decenario en su cintura, portando un hachón y la medalla con la imagen titular. Las mujeres que así lo deseen, puede ir vestidas de riguroso luto, con una tulipa entre sus manos. la imagen de Nuestra Madre fue Coronada Canónicamente por el Obispo de la diócesis D. Gregorio Martínez Sacristán, el 20 de septiembre de 2014 en la catedral, donde además se le impusieron la Medalla de Honor de la Ciudad de Zamora de manos de su Alcaldesa Dña. Rosa Valdeón y la Medalla de la Junta-Pro Semana Santa de Zamora por parte de su presidente D. Antonio Allen Cañibano. En noviembre de 2018, La Casa Real de Su Majestad el Rey, Felipe VI de España, comunica la concesión del título de “Real” a la Cofradía, incorporándose de forma automática a la denominación de la Cofradía en todas las normas, escritos y publicaciones.
Pasos: 1. Nuestra Madre de las Angustias. Autor, Ramón Álvarez, 1879. 2. Santo Cristo de la Misericordia. Autor anónimo, siglo XVI. Stma. Virgen de las Espadas. Autor anónimo, sin datar.
Hábito: Túnica de estameña blanca, caperuza de terciopelo negro, con cíngulo negro y decenario portando hachón. Las mujeres que lo deseen pueden desfilar simplemente de luto riguroso.
Sonidos: Banda de cornetas y tambores, barandales, y banda de música detrás de la imagen.
Marchas dedicadas: Nuestra Madre de P. Hernández, Madre Coronada de Jaime Gutiérrez y Virgen de las Espadas de Víctor Arguello.
Momentos destacados: plaza Mayor de regreso a San Vicente, donde se rezará la Corona Dolorosa y se entonarán el Stábat Mater y la Salve
Sede: iglesia de San Vicente - Sede en la calle Quebrantahuesos n.º 6, Bajo.
Web oficial: http://www.nuestramadredelasangustias.es/

### Sábado Santo
- Jesús Nazareno. Damas de la Virgen de la Soledad

La Sección de Damas de la Virgen de la Soledad se funda en 1946, como filial de la cofradía de Jesús Nazareno, vulgo Congregación. Sus raíces se fundan en un traslado popular que se realizaba desde la iglesia de la Concepción (donde quedaba en la mañana del Viernes Santo tras la procesión de la Congregación) a San Juan. Poco a poco, se ideó crear una Cofradía que se encargara de llevarla de forma más solemne, y se pensó que serían las mujeres las encargadas de acompañarla, vestidas de riguroso luto, hasta la sede de la cofradía matriz. Desfilan con la Virgen de la Soledad, obra de Ramón Álvarez, fechada en 1886, vestida en esta ocasión de riguroso luto, sin ningún tipo de bordado. Las Damas procesionan con una capa negra de tergal con capucha, portando una tulipa entre sus manos y llevando la medalla de la sección con la imagen titular.
Pasos:  1. Virgen de la Soledad. Autor, Ramón Álvarez, 1886.
Hábito:  Bellardina de tergal negro con capa hasta los pies, y capucha realizada en una sola pieza, abotonada en la parte delantera y con dos aberturas
Sonidos: banda de cornetas y tambores Jesús Nazareno y la banda de cornetas y tambores Ciudad de Zamora. Banda de música tras el paso de la virgen.
Marchas dedicadas: La Soledad de la calle de Cerveró.
Sede: iglesia de San Juan - Local en la plaza del Cuartel Viejo, 4 (entreplanta)
Sitio web: [www.damasdelasoledadzamora.es]

### Domingo de Resurrección
- Cofradía de la Santísima Resurrección

Tenemos noticias de que en el siglo XVI, la cofradía de Nuestra Señora de la Purificación y del Rosario, con sede en Santa María la Horta, organizaba la procesión de la Resurrección desde 1544, conservando también documentos que nos hablan que en 1619 varios cofrades celebraban el encuentro con “zuizas”, imitación de batallas al estilo de la Guardia Suiza. La imagen titular de la Cofradía es el Jesús Resucitado, de Ramón Álvarez, obra terminada en 1873, desfilando con un bello manto carmesí con bordados. La Cofradía siempre acompañó a esta imagen con otra de la Virgen. Durante el siglo XX, se comenzó desfilando con una talla del taller religioso de Olot, siendo sustituida en 1957 por otra de vestir, del escultor Florentino Trapero. En 1984, seguía sin convencer esta última, y se recuperó la anterior. Ya en 1993, Higinio Vázquez entregó una talla de la Virgen, la actual, que comenzó desfilando ese año. El acto principal de la Cofradía es el encuentro de las imágenes, para lo cual, salen ambas tallas de su sede (la Horta), pero el Cristo se encamina hacia la plaza Mayor por el casco antiguo, y la Virgen lo hace por la parte más moderna. La Virgen de la Alegría (o del encuentro) viste en esta primera parte un manto negro, como símbolo de un luto todavía no perdido, y durante el encuentro, se le quita, tras lo cual, se hacen varias reverencias. También suele sonar tiros de escopeta al aire, como símbolo de la alegría por la Resurrección. Estos actos, son tenidos como uno de los más antiguos de nuestra Semana Santa. Los hermanos visten “de calle”, sin hábito, portando unas varas con la efigie del Resucitado, adornadas según el gusto de cada cofrade. En esta cofradía sale la banda de cornetas y tambores Ciudad de Zamora.
Pasos: 1. Jesús Resucitado. Autor, Ramón Álvarez, 1973. 2. Virgen del Encuentro. Autor, Higinio Vázquez, 1993.
Hábito: Los hermanos visten de calle. Portan vara metálica rematada en una imagen del resucitado adornado con flores.
Sonidos: Bandas detrás de las imágenes. El cortejo del Resucitado lo abre una flauta y un tamboril.
Momentos destacados: El encuentro en la plaza Mayor y posterior bajada por la calle Balborraz.

## Museo de Semana Santa
El museo de Semana Santa de Zamora se encuentra dentro del casco histórico de la ciudad, junto a la iglesia románica de Santa María la Nueva (siglo XI) y a unos 300 metros de la plaza Mayor, lo que hace ser un lugar de visita no solo por el turismo sino también el conocer las tradiciones de un pueblo o incluso saciar la curiosidad de todo turista que en la historia del museo quizá sea el único de estas características en todo el mundo. Es el museo más visitado de la ciudad.

### Historia del museo
Durante muchos años se venía sintiendo una gran preocupación de la Junta Pro-Semana Santa y concretamente de algunas de las cofradías que la integran, de tener un amplio espacio para colocar en él dignamente, a la vez que seguros de cualquier evento, los grupos escultóricos de las procesiones de la Semana Santa, ya que precisamente las cofradías con ocho o más «pasos» disponían de unos viejos locales inadecuados, con frecuentes goteras y riesgo de incendio, así como amenazados de derrumbamiento.
En la reunión de la Junta de Semana Santa celebrada el día 3 de junio de 1957, se manifiesta la ineludible necesidad de construir un museo destinado a la conservación y exhibición de las obras de imaginería. En consecuencia en la reunión del Consejo Rector de 24 de septiembre de aquel año, se dio cuenta de que iba a salir a subasta pública en la casa rectoral de la parroquia de San Juan, el huerto anexo a la iglesia de Santa María la Nueva. Por resolución del Obispado se adjudicó en 100.000 Ptas., acordando entregar la mitad de dicha cantidad en el acto de la firma de la escritura notarial (que tuvo lugar el 27 de diciembre de 1957) y el resto se abonaría en dos anualidades. Para alzar el edificio se buscó la eficaz ayuda de la Cámara de Comercio e Industria de Zamora.
Una vez bendecido el edificio por el Rvmo. Sr. Obispo D. Eduardo Martínez González, quedó abierto al público el Museo el 9 de septiembre de 1964.
Contiguo al Museo, aunque sin comunicación con él, el 20 de junio de 1972, se adquirió un local en el que está instalado con todos los medios de protección el archivo de la documentación de la Junta y de las distintas cofradías. En el transcurso de algunos años con la adquisición de nuevas obras procesionales, se sintió la apremiante necesidad de ampliar el Museo. Para ello en 1990 la Junta adquiere una casa con su corral y un solar contiguo que entre ambas propiedades sumaron de extensión 435 m² de salón al público, oficinas, salón de juntas y taller de restauración.
El 25 de febrero de 1994, se procedió a la reinauguración del Museo de Semana Santa que hizo el Sr. Obispo de la Diócesis D. Juan María Uriarte con asistencia del Presidente de la Junta de Castilla y León, D. Juan José Lucas, junto a los directivos de la Junta de Semana Santa y cofradías.
Se hizo posible alzar este singular museo, quizás único en España, que cuenta en la actualidad con 37 grupos escultóricos, túnicas y hábitos de las distintas cofradías y hermandades, gracias al entusiasmo de la gran mayoría de los zamoranos, lo que constituye casi el 75% de los pasos de la Semana Santa zamorana.
Desde el 18 de septiembre de 2022 el museo permanece cerrado debido a su demolición y posterior alzamiento de un nuevo museo que satisfaga las demandas que se necesitaban, entre estas, encontraríamos un mayor espacio y una musicalización más moderna lo que dificultaba el visionado de las obras, incluyendo nuevas tipologías a mostrar como documentos fundacionales, hábitos en desuso... Por otro lado el restaurador Javier Casaseca propuso en 2015 la creación de una pasarela por la que el espectador pueda recorrer las obras desde arriba, facilitando su visión y ayudando al espectador a apreciar los detalles que desde la altura del suelo serían imposibles. Actualmente las imágenes están distribuidas en diferentes lugares como la Iglesia de San Andrés (El Seminario de San Atilano), Santa María la Nueva o la propia Catedral de Zamora. 

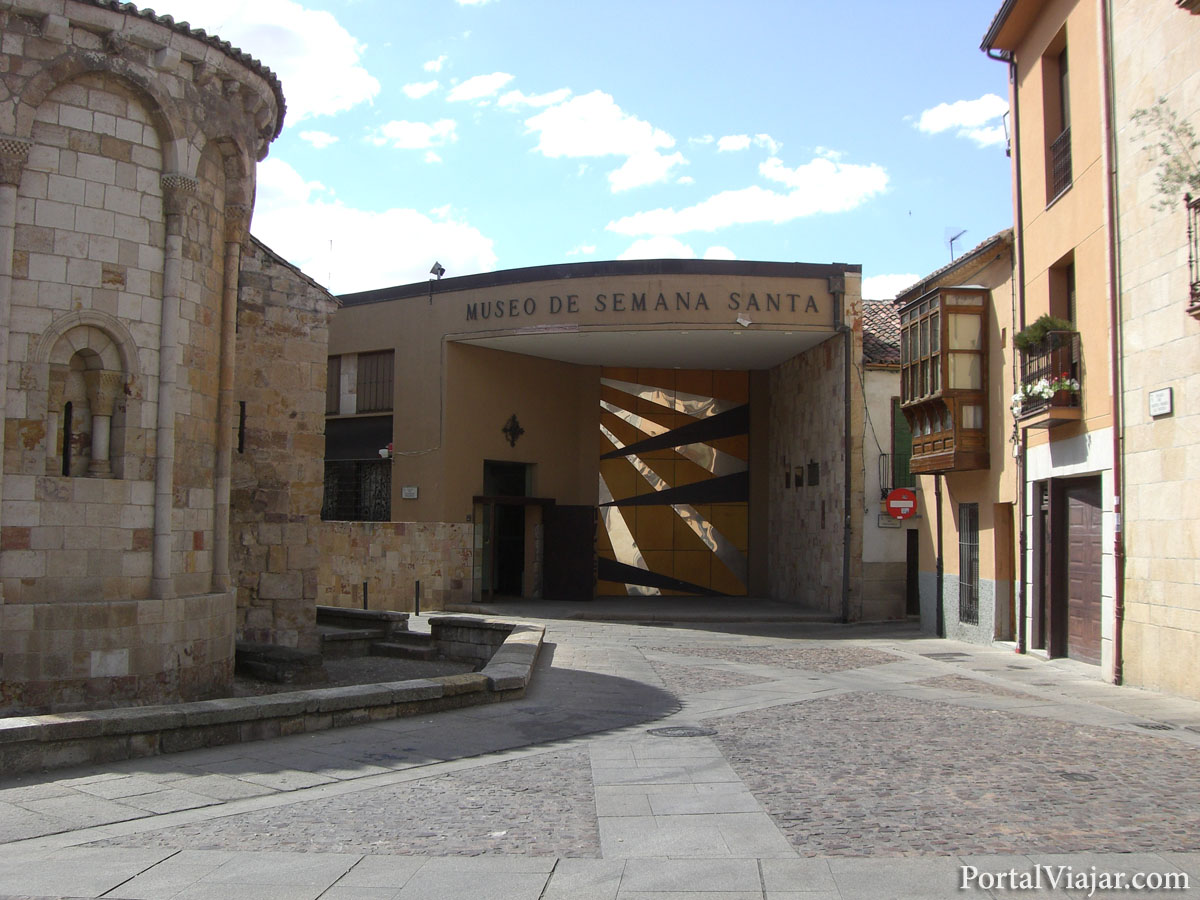
Entrada al museo
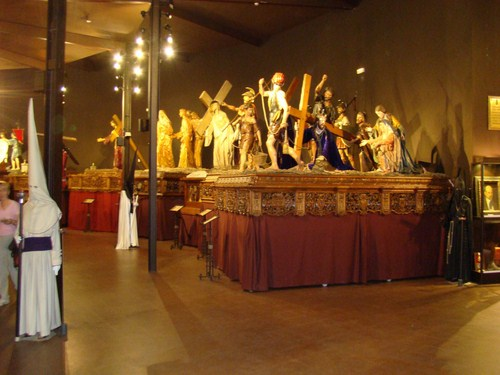
Interior
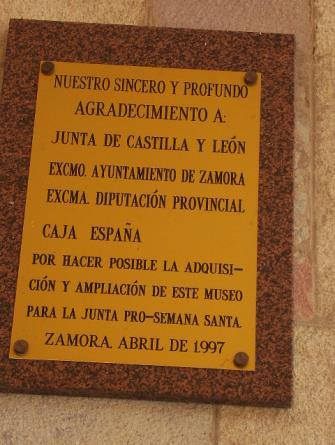
Placa conmemorativa de la ampliación del museo
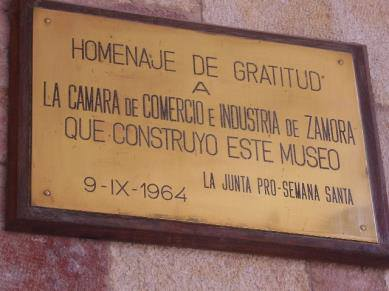
Placa conmemorativa a la cámara de comercio
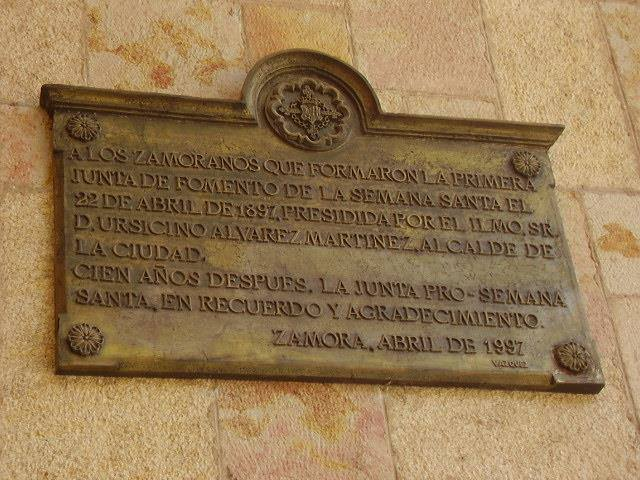
Placa conmemorativa a la primera Junta de fomento de la Semana Santa de Zamora

## Música y sonidos
La música de la Semana Santa de Zamora tiene notable relieve y sirve de complemento a las procesiones.

### Música vocal
En Semana Santa participan coros polifónicos, de voces mixtas y voces graves. Frecuentemente marchan dentro de las comitivas ataviados como el resto de los hermanos o penitentes, aunque a veces interpretan sus cantos desde el exterior del desfile. Destaca el canto del Miserere del P. Alcácer en la noche del Jueves Santo durante la procesión del Yacente que es sin duda uno de los momentos cumbre de la Pasión zamorana. Este acto se realiza desde el año 1953 en la plaza de Viriato y es retransmitido en directo para todo el país a través de RNE. Un día antes, en la madrugada del Miércoles Santo, tiene lugar uno de los momentos más conmovedores de la Semana Santa zamorana, cuando el coro de la hermandad del Santísimo Cristo del Amparo rompe el sobrecogedor silencio de la noche y entona en la plaza de San Claudio de Olivares el miserere popular alistano mientras la procesión regresa a su templo de partida. Merece también mención la Salve a la virgen de la Esperanza o de la Soledad.

### Música instrumental
Las bandas de cornetas y tambores abren muchos desfiles a modo de banda de cabecera. Las bandas de música se sitúan tras los grupos escultóricos e imágenes de devoción. El repertorio es amplio y variado. Predominan las composiciones de corte fúnebre sobre las denominadas "de procesión". Muchas cofradías e imágenes cuentan con marchas procesionales dedicadas. Sin duda alguna, la música que mejor define la Semana Santa de Zamora es la marcha fúnebre de S. Thalberg. Existen varias ediciones fonográficas que recogen las marchas más tradicionales y algunas de las dedicadas específicamente a las procesiones de Zamora. Destacan las de la Banda de Música de la Agrupación de Infantería de Marina de Madrid y de la Banda de Música de Zamora.
Entre los sonidos que caracterizan la Semana Santa destaca el Merlú, que consiste en un toque de corneta y tambor destemplado. También es frecuente el uso de esquilas, especialmente la figura del barandales, que anuncia la llegada de las procesiones, así como de matracas y carracas.

## Jerga

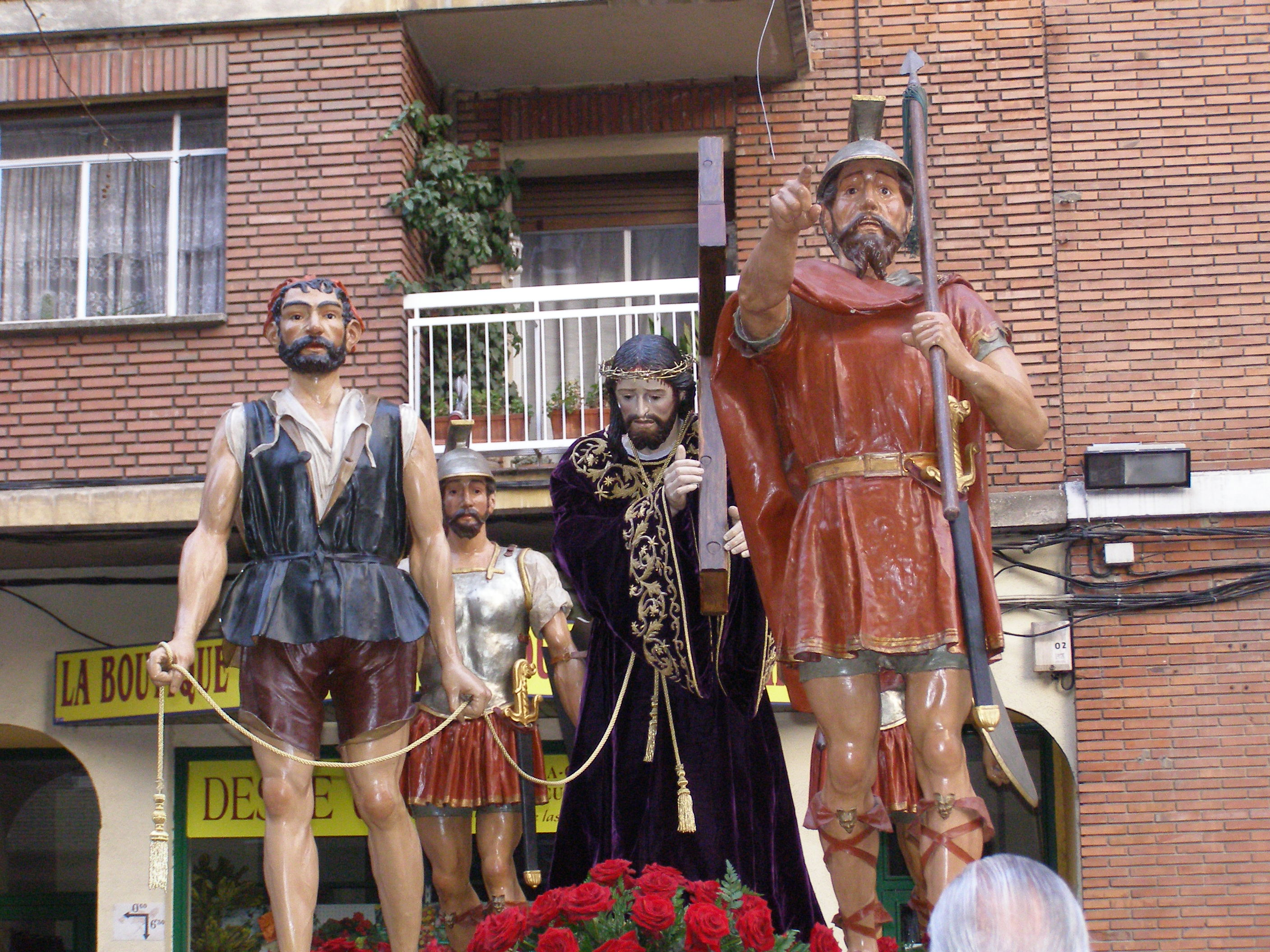
Camino del Calvario conocido popularmente como Cinco de Copas

La pasión de Zamora, tan arraigada entre sus gentes, tiene una jerga propia muy rica e interesante que se refiere a las procesiones, pasos y personajes que en ella aparecen. Así, se refieren al avisador que precede los desfiles como al barandales, que va tocando una esquila, o al Merlú a la pareja de congregantes de Jesús Nazareno que con corneta y tambor anuncian la marcha o parada de los pasos. Cuando se refieren al banzo están mencionando el trozo de madera con almohadilla sobre el que se llevan los pasos a hombros, y cuando se habla de la mesa, se está haciendo mención a las andas de carga interior que en otros lugares se llaman andas, trono o paso. Otro aspecto cultural interesante son los sobrenombres o motes cariñosos que reciben algunos pasos o imágenes: Camino del Calvario es conocido como el Cinco de Copas por la disposición simétrica de las imágenes, La Flagelación se conoce como Los Calvitos porque los sayones lo son o La Desnudez se conoce como El Redopelo.

## Gastronomía

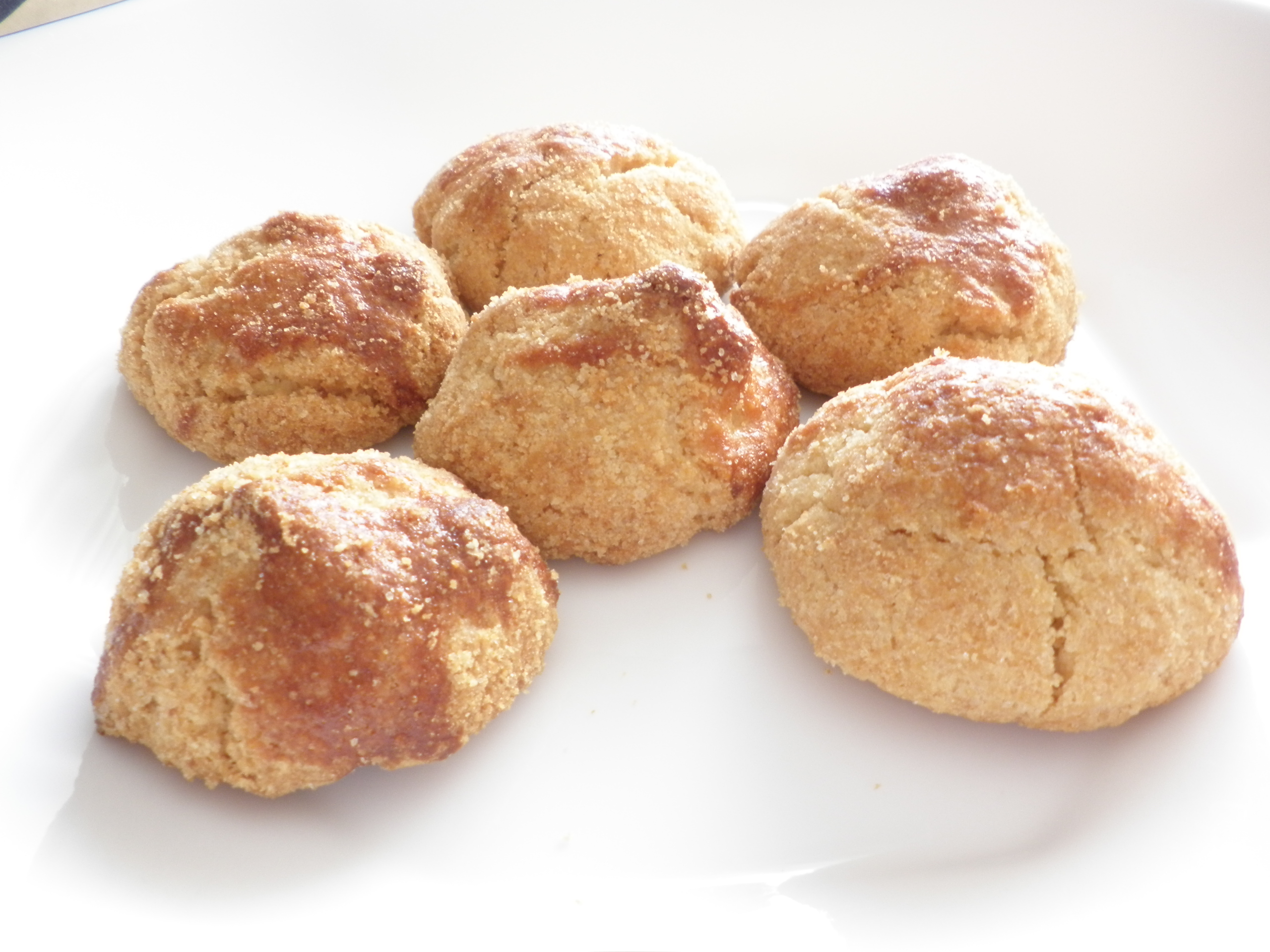
Aceitadas típicas de Zamora

En torno a la Semana Santa de Zamora existen varios platos y dulces típicos de pascua, que son una importante seña de identidad local. Por ejemplo, el Domingo de Resurrección es típico comer dos y pingada, mientras que los días de la pasión se degustan dulces como las aceitadas o las rosquillas. Los congregantes de Jesús Nazareno van repartiendo entre el público almendras garrapiñadas en su procesión de la mañana del Viernes Santo.